# Antigua Guatemala
Antigua Guatemala (usualmente abreviada  como Antigua o La Antigua) es una ciudad colonial en el antiplano central de Guatemala en las faldas del Volcán de Agua, a unos 40 km al suroeste de la capital del país. La ciudad ocupa la totalidad de lo que fue la capital de la Capitanía General de Guatemala que allí estuvo ubicada desde 1543 hasta 1773, y gran parte de su arquitectura y diseño de influencia barroca datan de ese período, estas características la designaron como Patrimonio de la Humanidad por la UNESCO en 1979. Actualmente es la cabecera del departamento de Sacatepéquez.
Durante la época virreinal el espacio geográfico era conocido como Santiago de los Caballeros de Guatemala, nombre que llevaba la capital de la Capitanía General de Guatemala, que estuvo asentada allí entre 1541 y 1776, año en que la ciudad fue trasladada al Valle de la Ermita luego de que los terremotos de Santa Marta derrumbaran la ciudad por tercera vez en el mismo siglo. Se cree que este hecho fue aprovechado por las autoridades civiles como excusa para debilitar a las autoridades eclesiásticas —siguiendo las recomendaciones de las Reformas Borbónicas emprendidas por la Corona española en la segunda mitad del siglo xviii— obligando a las órdenes regulares a trasladarse de sus majestuosos conventos destruidos a frágiles estructuras temporales en la nueva ciudad.
A partir de la tragedia, la ciudad pasó a llamarse «arruinada Guatemala», «Santiago de Guatemala antiguo» y la «antigua ciudad».  Fue abandonada por todas las autoridades reales y municipales, y en 1784 por las dos últimas parroquias: Candelaria y Nuestra Señora de los Remedios, quedándose también sin autoridades eclesiásticas. Sin embargo, el 4 de agosto de 1786 fue declarada como Villa de la Antigua Guatemala oficializándose su creación. Pocos años después, el arzobispo Cayetano Francos y Monroy autorizó el funcionamiento de tres parroquias interinas que llevaron el nombre de sus antecesoras: San Sebastián, Candelaria y Los Remedios, en donde se guardó la mayor cantidad de obras de arte religioso que permaneció en la Antigua Guatemala desde ese período.
Tras la Independencia de Centroamérica, en 1821, Antigua recuperó la categoría de ciudad y fue nombrada como cabecera del departamento de Sacatepéquez. Así mismo, el Estado de Guatemala estableció circuitos y distritos para la aplicación de justicia por medio de juicios de jurados en 1825, y la Antigua Guatemala fue asignada como sede del circuito homónimo en el distrito n.º 8 (Sacatepéquez).
Posterior al terremoto de 1976, y el deseo de su preservación, la ciudad fue designada como Patrimonio de la Humanidad por la UNESCO en 1979. Su desarrollo posterior se ha marcado por un boom del mercado inmobiliario y una migración de las familias locales a las afueras, a comunidades como Ciudad Vieja, San Juan del Obispo, Jocotenango, San Lucas y San Pedro, Las Huertas. 
En el siglo xxi, es un importante destino turístico guatemalteco por su bien preservada arquitectura barroca española con fachadas barrocas del Nuevo Mundo, así como un gran número de ruinas de iglesias católicas, incluso aún después de los severos daños que sus estructuras sufrieron por el abandono en que estuvieron entre 1776 y 1940 y por los terremotos de 1874, de 1917 y de 1976. También es reconocida por las solemnes procesiones de Semana Santa, que se han realizado anualmente desde antes del traslado de la capital a la Nueva Guatemala. De acuerdo con el censo oficial de 2018, tiene una población de 46 054 habitantes.

## Toponimia
Muchos de los nombres de los municipios y poblados de Guatemala constan de dos partes: el nombre del santo católico que se venera el día en que fueron fundados y una descripción con raíz náhuatl;  en el caso de la Noble Ciudad de Santiago de los Caballeros de Guatemala, el nombre le fue conferido en honor a Apóstol Santiago.

### El topónimo «Guatemala»
Los primeros documentos históricos en que aparece escrito el nombre de Guatemala son las cartas de relación que Pedro de Alvarado envió a Hernán Cortés en 1524.  En las cartas citadas, el nombre de Guatemala se escribe de la misma manera en que se hace ahora y que seguramente es la castellanización del vocablo Quauhtemalan («lugar de muchos árboles») de origen náhuatl, que era el nombre con el cual conocían a la ciudad y nación cakchiquel los auxiliares mexicanos que acompañaron a Alvarado y a Cortés.

### El topónimo «Antigua Guatemala»
Tras los terremotos de Santa Marta, que la destruyeron parcialmente en 1773, la ciudad fue abandonada por todas las autoridades reales y municipales entre 1774 y 1778 y en 1784 por las dos últimas parroquias: Candelaria y Los Remedios, quedándose también sin autoridades eclesiásticas.A partir de ese momento la ciudad empezó a llamarse la «arruinada Guatemala», «Santiago de Guatemala antiguo» y la «antigua ciudad».

## Geografía física

### Ubicación geográfica
El moderno municipio de Antigua Guatemala está rodeado de municipalidades del departamento de Sacatepéquez:
- Noroeste: Santo Domingo Xenacoj, Jocotenango y Pastores
- Este: San Bartolomé Milpas Altas, Santa Lucía Milpas Altas, Magdalena Milpas Altas
- Sureste: Santa María de Jesús
- Suroeste: Ciudad Vieja
- Oeste: San Antonio Aguas Calientes[24]

| Noroeste: Santo Domingo Xenacoj, Jocotenango y Pastores |  |                                                                                    |
| Oeste: San Antonio Aguas Calientes                      |  | Este: San Bartolomé Milpas Altas, Santa Lucía Milpas Altas, Magdalena Milpas Altas |
| Suroeste: Ciudad Vieja                                  |  | Sureste: Santa María de Jesús                                                      |

### Hidrografía
Desde su fundación, la historia de la ciudad de La Antigua Guatemala está asociada con las inundaciones y los desbordamientos del río Pensativo, que ocurren debido a la posición geográfica de la ciudad, que está situada en medio de montañas y cerros que provocan crecidas en el caudal del río cuando hay exceso de lluvia en el área. Además, inciden en dichas inundaciones lo estrecho del cauce del río y de los puentes que se han construido sobre él.
Los trabajos de limpieza de arena, piedras y troncos del fondo del canal se hacían cada año antes de que comenzaran las lluvias. Para llevar a cabo estas limpias, se utilizaban pequeñas cuadrillas de aproximadamente veinte personas por sector, siendo estos normalmente contratados por el ayuntamiento y equipados con palas, piochas y azadones. Los trabajadores limpiaban el cauce arrojando el material hacia los lados, consiguiendo únicamente que el río subiera de nivel año con año y buscara un nuevo cauce.  En cada inundación, se limpiaban completamente las casas o calles azolvadas, mientras solamente se limpiaba lo suficiente del cauce del río para que este continuara fluyendo.
Excavaciones realizadas en 1997 en el extremo norte del terreno que ocupaba el Convento de Santo Domingo encontraron un lavadero de construcción colonial, enterrado a una profundidad de 0.70 m; asimismo, a 3.95 m de profundidad, exactamente bajo el puente del Matasanos, apareció una calle empedrada que estaba en dirección suroriente a norponiente. La dirección y localización de esta calle va de acuerdo al callejón del Matasanos que conduce hacia el puente del mismo nombre, y que aparece en el plano levantado en 1773 por el agrimensor José Rivera y Gálvez, en el de calles y distribución de agua del acueducto de Las Cañas de 1833 y en una pintura sobre el sistema de captación de agua del acueducto de Las Cañas, pintado en 1840.
El río Pensativo ha cambiado de curso aproximadamente cuarenta metros hacia el poniente y ha socavado parte de la última manzana en el lado sur del callejón que va desde las ruinas del convento de La Concepción hacia el puente del Matasanos. El río se metió dentro de la manzana contigua al arco del Matasanos y al arco de las Monjas, los cuales desaparecieron tras el abandono de la ciudad en 1773.  Se reconstruyó únicamente el del Matasanos, posiblemente a aproximadamente 40 m hacia el poniente de su antigua posición.
También parte de la manzana en la que estaba el Convento de Nuestra Señora de la Limpia Concepción; el río se salió de su curso colonial unos 50 m hacia el oriente en esta manzana.  También inundó la plaza de la iglesia de la Cruz del Milagro, que se encontraba al frente y al costado oriental de la ermita; en este lugar se puede apreciar claramente el cambio de nivel y curso del río, ya que este ahora pasa junto a lo que fue la sacristía de la iglesia. El nivel ha subido 2.07 m sobre lo que fue el nivel original de la plaza.  Y, finalmente, también inundó la parte posterior del Beaterio y el Hospital de Belén.
En el siglo xxi únicamente existe una calle del lado del barrio de Chipilapa, que bordea el curso del río y va desde la antigua ermita de La Cruz del Milagro, pasando por las ruinas de la Santa Cruz, hasta llegar al puente que se encuentra al sur de Belén.
| Nombre                        | Condición en el siglo XXI | Ubicación |
| ----------------------------- | ------------------------- | --- |
| Arco del Matasano             | Reconstruido              | Entrada a la ciudad, próximo al Convento de Santo Domingo; el actual está a unos 40 metros al poniente del colonial. |
| Arco de las Monjas            | Desaparecido              | Convento de la Concepción |
| Arco de la Cruz del Milagro   | Desaparecido              | Ermita de la Santa Cruz del Milagro |
| Arco de Santa Lucía           | Reconstruido              | En el límite oriental de la plaza de Santa Lucía; el puente reconstruido esta a 50 m al poniente, sobre lo que fue la antigua plaza. |
| Sin identificar               | Desaparecido              | Frente al callejón de Mariposas, también desaparecido. |
| Arco de la Santa Cruz         | Desaparecido              | Sin identificar |
| Arco de la Cochera            | Desaparecido              | Vecino a un rastro de ganado menor, también desaparecido. |
| Arco de Matates o de Carranza | Reconstruido              | El puente moderno se encuentra a 2,66 m sobre el nivel del cauce; exactamente debajo del puente actual, a 2,16 m de profundidad, están los restos del arco colonial. Al lado sur del cauce, a 0.40 m del lecho del río se asoma una baranda de ladrillo con un albardón recubierto de estuco y al lado norte se aprecia la parte superior de una caja de distribución de agua. |
| Arco de Los Remedios          | Reconstruido              | El puente moderno está construido sobre las bases del arco colonial y está a 2,78 m sobre el nivel del cauce. La base es un muro dividido en dos partes, la inferior es colonial, con una altura de 0,80 m sobre el nivel actual del cauce y la parte superior tiene 1.98 m de altura.                                                                                         |
| Arco del Capacho              | Reconstruido              | El puente moderno está localizado a la altura del rastro municipal y está construido sobre el antiguo. Del lado sur, a 2,43 m debajo del puente, existe evidencia de un empedrado que llegaba hasta el antiguo puente, indicando lo que ha subido el nivel. |

## Lugares Poblados
Antigua Guatemala se posiciona como la ciudad más poblada del Departamento de Sacatepéquez con 46 054 habitantes hasta el Censo 2018. El municipio posee 88 lugares poblados. Entre los 10 lugares más poblados se concentra el 67% de la población antigueña.
A continuación una lista de los lugares más poblados de Antigua Guatemala:
| #                 | Código            | Lugar                      | Tipo              | Población | IDH   |
| ----------------- | ----------------- | -------------------------- | ----------------- | --------- | ----- |
| 1                 | 301001            | Antigua Guatemala (Centro) | Ciudad            | 7 863     | 0,792 |
| 2                 | 301060            | San Felipe de Jesús        | Aldea             | 5 316     | 0,710 |
| 3                 | 301067            | San Pedro Las Huertas      | Aldea             | 4 733     | 0,749 |
| 4                 | 301062            | San Juan del Obispo        | Aldea             | 4 352     | 0,748 |
| 5                 | 301064            | San Mateo Milpas Altas     | Aldea             | 2 338     | 0,702 |
| 6                 | 301055            | San Bartolomé Becerra      | Aldea             | 2 056     | 0,749 |
| 7                 | 301068            | Santa Ana                  | Aldea             | 1 908     | 0,787 |
| 8                 | 301033            | Guardiana Hato             | Caserío           | 1 331     | 0,752 |
| 9                 | 301071            | Santa Inés Monte Pulsiano  | Aldea             | 1 075     | 0,767 |
| 10                | 301069            | Santa Catarina Bobadilla   | Aldea             | 933       | 0,734 |
| Antigua Guatemala | Antigua Guatemala | Antigua Guatemala          | Antigua Guatemala | 31 905    | 0,753 |

### Clima
Por estar situado en un valle rodeado del sistema montañoso de la Sierra Madre, la ciudad de Antigua Guatemala se define como una transición de los climas Subtropical subhúmedo de altitud (Cwa) y el templado subhúmedo de montaña (Cwb), dentro de la categoría templado subhúmedo según la Clasificación climática de Köppen. Debido a esto, las temperaturas son suaves y ligeramente uniformes según el momento del día.

La época lluviosa ocurre entre los meses de mayo a octubre, con un promedio de entre 1057 y 1600 mm anuales. Esta es la época en que cae el 90% de la precipitación total anual; los meses de junio y septiembre son los de mayor precipitación. Debido a la poca capacidad de almacenamiento de agua subterránea de la subcuenca, el río Pensativo tiene caudales muy elevados durante la época de lluvias y muy reducidas en el verano, caudales que, por la gran inclinación de las montañas, adquieren gran velocidad en las épocas de mayor lluvia.
| Parámetros climáticos promedio de Antigua Guatemala | Parámetros climáticos promedio de Antigua Guatemala | Parámetros climáticos promedio de Antigua Guatemala | Parámetros climáticos promedio de Antigua Guatemala | Parámetros climáticos promedio de Antigua Guatemala | Parámetros climáticos promedio de Antigua Guatemala | Parámetros climáticos promedio de Antigua Guatemala | Parámetros climáticos promedio de Antigua Guatemala | Parámetros climáticos promedio de Antigua Guatemala | Parámetros climáticos promedio de Antigua Guatemala | Parámetros climáticos promedio de Antigua Guatemala | Parámetros climáticos promedio de Antigua Guatemala | Parámetros climáticos promedio de Antigua Guatemala | Parámetros climáticos promedio de Antigua Guatemala |
| Mes                                                 | Ene.                                                | Feb.                                                | Mar.                                                | Abr.                                                | May.                                                | Jun.                                                | Jul.                                                | Ago.                                                | Sep.                                                | Oct.                                                | Nov.                                                | Dic.                                                | Anual                                               |
| --------------------------------------------------- | --------------------------------------------------- | --------------------------------------------------- | --------------------------------------------------- | --------------------------------------------------- | --------------------------------------------------- | --------------------------------------------------- | --------------------------------------------------- | --------------------------------------------------- | --------------------------------------------------- | --------------------------------------------------- | --------------------------------------------------- | --------------------------------------------------- | --------------------------------------------------- |
| Temp. máx. media (°C)                               | 22.5                                                | 23.4                                                | 24.7                                                | 25.0                                                | 24.7                                                | 23.6                                                | 23.5                                                | 23.8                                                | 23.1                                                | 22.7                                                | 22.8                                                | 22.3                                                | 23.5                                                |
| Temp. media (°C)                                    | 16.6                                                | 17.2                                                | 18.3                                                | 19.1                                                | 19.5                                                | 19.4                                                | 19.0                                                | 19.0                                                | 18.7                                                | 18.3                                                | 17.7                                                | 16.8                                                | 18.3                                                |
| Temp. mín. media (°C)                               | 10.8                                                | 11.1                                                | 11.9                                                | 13.3                                                | 14.3                                                | 15.3                                                | 14.6                                                | 14.3                                                | 14.4                                                | 13.9                                                | 12.7                                                | 11.3                                                | 13.2                                                |
| Precipitación total (mm)                            | 1                                                   | 3                                                   | 4                                                   | 25                                                  | 118                                                 | 231                                                 | 170                                                 | 141                                                 | 220                                                 | 131                                                 | 16                                                  | 5                                                   | 1065                                                |
| Fuente: Climate-Data.org                            |                                                     |                                                     |                                                     |                                                     |                                                     |                                                     |                                                     |                                                     |                                                     |                                                     |                                                     |                                                     |                                                     |

### Riesgos naturales
La ciudad está expuesta a tres fenómenos naturales:
- Erupciones del Volcán de Fuego
- Terremotos
- Inundaciones del río Pensativo

## Historia

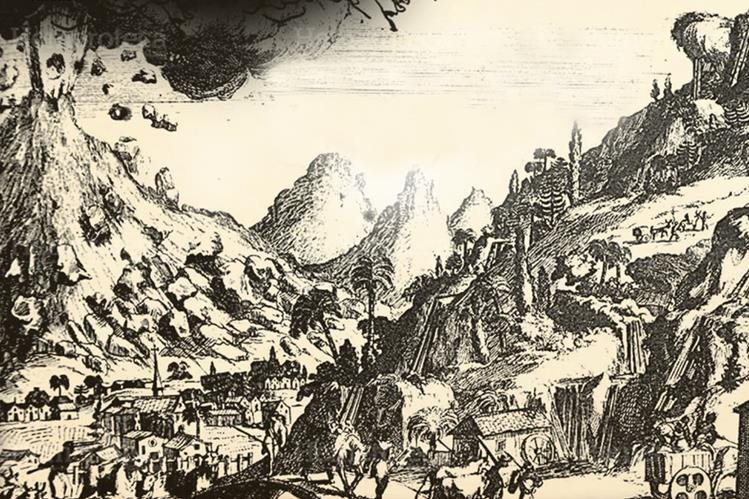
Boceto de la tragedia en Santiago de los Caballeros de Goathemala.

Fue la tercera sede de la capital de la Capitanía General de Guatemala que comprendía a los actuales Estados de Guatemala, Belice, El Salvador, Honduras, Nicaragua y Costa Rica, así como Chiapas en México. Luego de la destrucción por inundación de la segunda ciudad el 11 de septiembre de 1541, ubicada en el Valle de Almolonga (barrio de San Miguel Escobar en Ciudad Vieja, Sacatepéquez en el siglo xxi) en las faldas del Volcán de Agua —a donde había sido llevada tras abandonar el primer asentamiento en Iximché (Tecpán), en 1527-. El 27 de septiembre se eligió una comisión de dos alcaldes y once ciudadanos para que inspeccionaron el área y recomendaran un nuevo lugar para trasladar allí la ciudad, y a los dos días retornaron y asegurando que el sitio idóneo era el Valle de Tianguecillo, a donde ordenó el cabildo que se mudaran los pobladores.  Pero, antes de que se realizara el traslado, arribó el ingeniero Juan Bautista Antonelli, constructor de ciudades y villas, quien recomendó que la ciudad fuera trasladada al Valle de Panchoy —o Valle del Tuerto—, porque «en él se aparta el peligro de los volcanes, que nunca podrán inundarla, está resguardada del Norte, con los cerros que la rodean; tiene abundancia de aguas, que naciendo muy altas corren por este valle sobre la faz de la tierra, y se pueden encañar y llevar fácilmente a todas partes; que dicho terreno es llano, y por esto cómodo para la formación de las plazas, calles y casas; y tan dilatado, que por mucho aumento que tome la Ciudad, tendrá suelo donde extenderse, hasta ocho, o nueve leguas de circunvalación.  [Además], que dicho sitio en todos tiempos está bañado de Sol, y es tan fértil, que todo el año se ve cubierto de hierba, y por esta parte es bueno para apacentar bestias y ganados. [Finalmente], en sus inmediaciones hay gran proporción para fabricar tejas, ladrillo y adobes, que en los cerros que rodean el valle se encuentran canteras a distancia de dos o tres millas; y no lejos se halla la cal y el yeso.»
La nueva ciudad fue construida a partir de 1543 en el Valle de Panchoy, y establecida como cabecera de la Real Audiencia de Guatemala en 1549. Durante su desarrollo y esplendor fue conocida como una de las ciudades más hermosas de las Indias Españolas.  La ciudad se trazó en forma rectilínea, con las calles orientadas de norte a sur y de este a oeste, con una plaza central. Para los edificios eclesiásticos y de gobierno fueron designados lugares importantes alrededor de la plaza central; a esta plaza también se le llamó plaza Mayor, plaza Real y plaza de Armas. Entre 1549 y 1563, las propiedades al sureste de la plaza mayor fueron vendidas a la corona y ocupadas por el primer presidente de la Real Audiencia de los Confines: el licenciado Alonso López Cerrato. quien además fungió como gobernador y capitán general. El edificio que se construyó originalmente era pequeño de artesonado con portal, techo de teja y paredes de adobe. La ciudad estaba rodeada por tres volcanes, montañas, planicies y cerros; a este territorio se le llamó «Valle de Guatemala» y contaba con setenta y tres pueblos, dos villas y la propia ciudad de Santiago de los Caballeros.
Debido a los constantes problemas entre los conquistadores y los representantes de la corona enviados por el rey de España, la Audiencia de los Confines se suprimió en 1565. En 1570 se reinstauró la audiencia, esta vez independiente del virrey de México y se le llamó Audiencia de Guatemala.
Los monjes franciscanos fueron los primeros en mudarse al valle de Panchoy, la capital del Capitanía General de Guatemala y construyeron una capilla en el solar en el que posteriormente se construyó la iglesia de la Escuela de Cristo. Esta capilla fue destruida en 1575 por un terremoto y durante los siguientes diez años se hicieron colectas para construir el nuevo complejo, a dos cuadras del anterior. El complejo franciscano se convirtió en un importante centro cultural y religioso para todo la Capitanía General de Guatemala: teólogos, juristas, filósofos, físicos y matemáticos estudiaron en su colegio de San Buenaventura, que estaba ubicado en donde actualmente están las ruinas del monasterio. En el colegio también estudiaron Cristóbal de Villalpando, Tomás de Merlo y Alonso de Paz.
La primera edificación de una iglesia catedral fue iniciada el año de 1545 con los escombros traídos del destruido asentamiento en el valle de Almolonga; su construcción fue entorpecida por los frecuentes sismos a lo largo de los años.

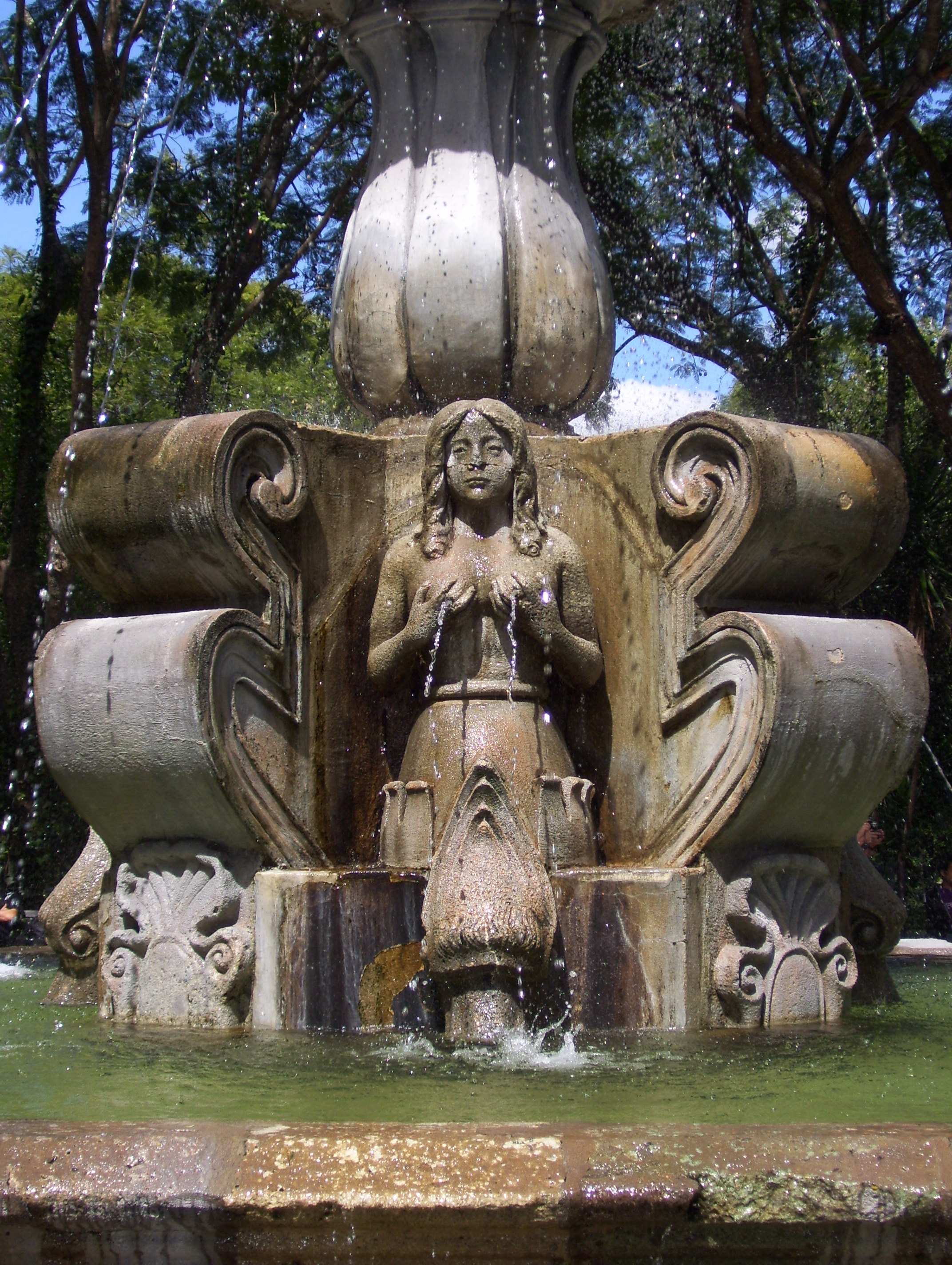
Fuente de las Sirenas, colocada por Diego de Porres en 1737, plaza central de Antigua Guatemala.

La ciudad fue la última morada del cronista español Bernal Díaz del Castillo, quien también fue sepultado en una de las iglesias; también se conserva la que fue su última residencia y otros sitios históricos coloniales.
La construcción de las Casas Reales para la residencia del capitán general y los oidores de la Real Audiencia de los Confines se inició en 1558. En el lugar se ubicaban la Caja Real, la cárcel, el cuartel del Batallón de Dragones, la Sala de Armas, las casas de habitación de los oidores y cabellerizas huertos y bodegas.
La Iglesia, Convento y Colegio de la Compañía de Jesús fue creada a través de Real Cédula del 9 de agosto de 1561. Esta manzana jesuítica, donada en parte por el cronista Bernal Díaz del Castillo, comprendía tres claustros y un templo, y vivían en él por lo menos doce jesuitas.
En el siglo xvi ocurrieron varios terremotos de consideración en las siguientes fechas: 21 de marzo de 1530, 11 de septiembre de 1541, 1565, 1575, 30 de noviembre de 1577 y 23 de diciembre de 1585.

### Eventos delsigloXVII
Los jesuitas fundaron el colegio de San Lucas de la Compañía de Jesús en 1608, el cual adquirió gran fama y no tenía rival en cuanto a la enseñanza de primeras letras y gramática; a él asistió lo más florido de la sociedad de Santiago, tales como Francisco Antonio Fuentes y Guzmán, el cronista Francisco Vázquez y Pedro de Betancourt.
El 18 de julio de 1626 se inauguró el templo de la Compañía de Jesús, el cual sufrió continuas renovaciones debido a los constantes terremotos que azotaron a la ciudad durante los siglos xvi a xviii.
Los religiosos de San Juan de Dios fundaron su convento en 1636 y a partir de entonces estuvieron a cargo de los hospitales en el Capitanía General de Guatemala. Los hospitales eran: San Alejo —para indígenas—, San Pedro —para eclesiásticos—, Santiago —para españoles y mulatos—, San Lázaro.  Este último fue entregado a los Hermanos de San Juan de Dios en 1667 por los dominicos que lo habían administrado hasta entonces y en 1685, San Alejo y Santiago se unieron, formando el hospital de San Juan de Dios.
El templo de la Escuela de Cristo fue fundado en la parroquia de Nuestra Señora de los Remedios en 1664 y desde 1689 era conocido como la congregación de San Felipe de Neri. Por su parte, alrededor de 1690 los jesuitas fundaron otro colegio: el «San Francisco de Borja», en donde luego estudió y fungió como rector el poeta y sacerdote Rafael Landívar, S.J.
En el siglo xvii había dos tipos de monjas: descalzas y urbanistas.
| Atributo                | Monjas descalzas | Monjas urbanistas                                                                                      |
| ----------------------- | --- | --- |
| Denominación            | Recoletas o de vida común.                                                                                           | Calzadas o de vida particular.                                                                         |
| Costo de ingreso        | Ninguno | Dote en especie o una propiedad que produjera réditos para la congregación.                            |
| Tipo de vida            | De clausura | De clausura                                                                                            |
| Rezo                    | En el coro. | En el coro.                                                                                            |
| Regla de austeridad     | Estricta: dependían de la limosna, guardaban silencio en todo momento, excepto para rezar y nunca tomaban chocolate. | Relajada: podían tener ingresos y beber chocolate, excepto durante el ayuno.                           |
| Habitaciones            | Vida en común en salas de recreación de labores. Poseían una celda minúscula que sólo les servía para dormir.        | Sin vida en común. Vivían en una celda grande que era prácticamente una casa de reducidas dimensiones. |
| Alimentación            | Comían juntas en silencio en refectorios. No podían comer carne.                                                     | Preparaban sus propios alimentos. Les estaba permitido comer carne fuera del ayuno.                    |
| Servicio                | Realizaban las labores, o se servían del servicio comunitario de la congregación                                     | Podían tener sirvientes personales.                                                                    |
| Vestimenta              | Ropas austeras de fibras rústicas.                                                                                   | Ropajes finos; solían utilizar joyas.                                                                  |
| Calzado                 | Sandalias sencillas                                                                                                  | Zapatos o zapatillas.                                                                                  |
| Atribuciones especiales | Ninguna. | Maestras de las niñas encargadas al convento.                                                          |

#### El Santo Hermano Pedro

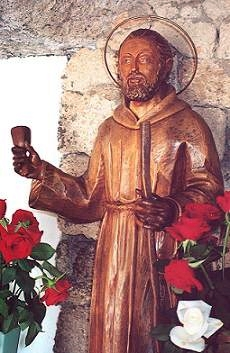
Pedro de San José de Betancur. Misionero franciscano canario en Guatemala y fundador de la Orden de los Betlemitas. En la imagen, escultura del Santo en la Cueva del Santo Hermano Pedro al sur de Tenerife.

El Santo Hermano Pedro llegó a tierras guatemaltecas en 1650 procedente de su natal Tenerife; al apenas desembarcar sufrió una grave enfermedad, durante la cual tuvo la primera oportunidad de estar con los más pobres y desheredados. Tras su recuperación quiso realizar estudios eclesiásticos pero, al no poder hacerlo, profesó como terciario franciscano en el Convento de San Francisco en Santiago de los Caballeros. Fundó centros de acogida para pobres, indígenas y vagabundos y también fundó la Orden de los Hermanos de Nuestra Señora de Bethlehem en 1656, con el fin de servir a los pobres. Por otro lado, fue el primer alfabetizador de América y la Orden de los Betlemitas, a su vez fue la primera orden religiosa nacida en el continente americano; El Santo Hermano Pedro fue un hombre adelantado a su tiempo, tanto en sus métodos para enseñar a leer y escribir a los analfabetos como en el trato dado a los enfermos.
El 7 de abril de 1669 el templo original de lo que después sería la Catedral de Antigua Guatemala, fue demolido y un segundo santuario fue inaugurado en 1680 bajo la dirección de Juan Pascual y José de Porres, existiendo también constancia de que en su reconstrucción trabajó el ingeniero e imaginero español Martín de Andújar Cantos.

#### Primera imprenta en Guatemala
En 1660 llegó a Santiago de los Caballeros de Guatemala el impresor José de Pineda Ibarra, contratado por los eclesiásticos guatemaltecos. Trabajó en impresión, encuadernación y en compra y venta de libros. Murió en 1681, y heredó la imprenta a su hijo Antonio, quien la siguió operando hasta su muerte en 1721.

#### Fundación de la Real y Pontificia Universidad de San Carlos Borromeo

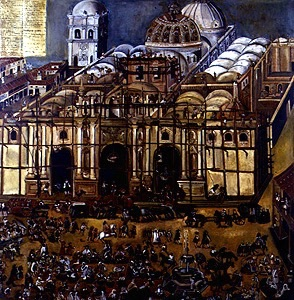
Pintura de 1676 que muestra a la Catedral ya casi terminada.

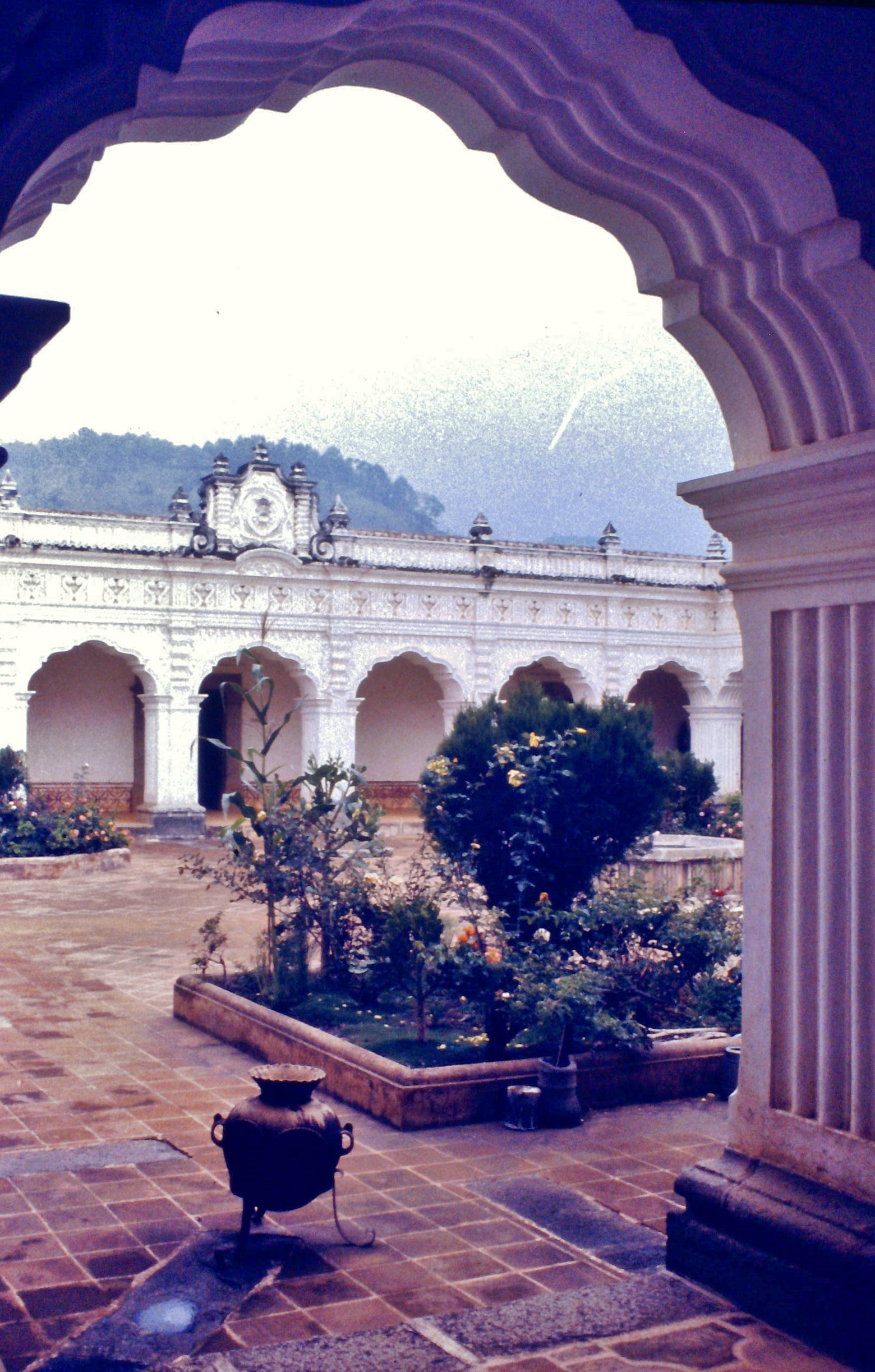
Patio de la Real y Pontificia Universidad de San Carlos Borromeo. Fotografía de 1971.

El primer obispo de Guatemala, Francisco Marroquín, envió al Monarca Español una carta en 1548, en que solicitó la fundación de una universidad en la Ciudad de Guatemala, esta solicitud no tuvo respuesta. Hacia el final de su vida, en 1562, Marroquín decidió dejar en su testamento un caudal para fundar un colegio, el de Santo Tomás de Aquino, en donde se impartieran cátedras de gramática, artes o filosofía y teología. Los beneficiarios de esta obra pía sería los hijos de españoles pobres, ya que estos no podían trasladarse a ciudades donde había universidades reales, como México. La heredad del obispo ha sido interpretada también como el origen de la universidad. Sin embargo, el prelado tenía muy clara la diferencia entre un colegio -residencia de estudiantes, con o sin cátedras- y un a universidad o Estudio General, donde se otorgaban grados. Al respecto, el historiador John Tate Lanning afirma que: «Este testamento es tan bien conocido que algunos que ni siquiera lo han visto han leído en él muchas cosas que no están allí. En ninguna parte menciona Marroquín una universidad, mucho menos declara intención de establecer alguna...» Lo que sí está documentado es que el alcalde Pedro Crespo Suárez al morir, donó veintemil pesos para la institución de cátedras de la universidad «que se está gestionando».
Los jesuitas se interpusieron a la fundación de la Universidad, ya que no les parecía que los mercedarios, franciscanos y dominicos tomaran la iniciativa en cuestiones religiosas y educativas. Después de varias décadas, alegatos y peticiones, el rey Carlos II expidió una real cédula, con fecha de 31 de enero de 1676, que dio licencia a la capital del Capitanía General de Guatemala para fundar una universidad real o «Estudio General» —como también se les denominaba a las universidades durante la colonia española. Esta sería la tercera universidad real y pública de la América hispánica, y la segunda en la Nueva España. Después de un conflictivo proceso de organización, cinco años después de expedida la cédula real, la Universidad de San Carlos inició las lecciones de cinco de sus nueve cátedras, el 7 de enero de 1681, con más de sesenta estudiantes matriculados y siendo el Rector el Doctor José de Baños y Soto Mayor, arcediano de la Catedral, Predicador del Rey de España y Doctor de la Universidad de Osuna. La universidad fue inaugurada bajo el patrocinio de San Carlos Borromeo, dictando sus estatutos don Francisco Saraza y Arce, copia de los de México que, a su vez, eran adaptación de los de la Universidad de Salamanca en España.
Algunos de los catedráticos electos no tomaron posesión de sus sillas, debido a sus ocupaciones como procuradores y su pronta salida del reino, otros porque consideraron que su nueva categoría, como "interinos" y no como "propietarios" de la cátedra, no eran digna de su prestigio, y uno más, el catedrático de medicina, nunca llegó a Guatemala porque se encontraba en la Real Universidad de México leyendo otra cátedra. La constitución universitaria exigía la libertad de cátedra, asimismo obligaba a que se leyesen doctrinas filosóficas contrarias para motivar la dialéctica y la discusión de ideas.
La universidad San Carlos de Guatemala recibió la aprobación papal por bula del 18 de junio de 1687, diez años después de su fundación y seis años después de que comenzaran las clases.

#### Otros eventos delsigloXVII
Para 1678 el Palacio de los Capitanes Generales ya era un edificio de dos niveles, con portal y columnas de madera y con techo de teja con alero.
Tanto la capilla como el convento de San Francisco fueron expandidos durante el siglo xvii; en 1684 la estructura fue reforzada y logró resistir el terremoto de 1691. Una nueva iglesia franciscana fue construida por Diego de Porres e inaugurada en 1702.
En 1685 dos misioneros de los monjes recoletos llegaron a la ciudad de Santiago de los Caballeros, y cuando algunos monjes de la orden llegaron en los años siguientes, le pidieron permiso al Ayuntamiento -autoridades locales elegidas por los criollos guatemaltecos- para construir un monasterio; pero en 1695, el Ayuntamiento les hizo saber que no había suficientes frailes para justificar la construcción y que además ya había suficientes monasterios en la ciudad. Ante esta negativa, los frailes se dirigieron a la Audiencia (autoridades enviadas por el Rey de España) la cual sí autorizó la construcción en 1700, por un decreto real. En 1701 se inició la construcción de los edificios, y seis años después se colocó la primera piedra de la iglesia. En 1708 se completaron el convento, la biblioteca y la enfermería. La iglesia de La Recolección fue inaugurada el 23 de mayo de 1717.
En el siglo xvii ocurrieron varios terremotos de consideración el 13 de febrero de 1651, el 4 de marzo de 1679 y el 12 de febrero de 1689.

### Eventos delsigloXVIII
El 5 de agosto de 1717 fue consagrada la imagen de Jesús Nazareno de la Merced; la imagen fue traslada a la iglesia de Nuestra Señora de las Mercedes en la zona 1 de la Ciudad de Guatemala, en 1776. Años antes, la ciudad de Santiago de los Caballeros había sufrido los embates de los terremotos de San Miguel 1717, los cuales dañaron la estructura de la ciudad.

#### Terremotos de San Miguel

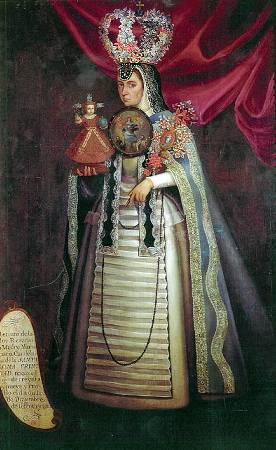
Monja profesionista de la Orden de la Inmaculada Concepción en México. Un atuendo similar era utilizado por las monjas profesionistas de dicha orden en Santiago de los Caballeros de Guatemala en los siglos xvii y xviii.

Los terremotos más fuertes que vivió la ciudad de Antigua Guatemala antes de su traslado definitivo en 1776 fueron los terremotos de San Miguel en 1717.  El 27 de agosto hubo una erupción muy fuerte del Volcán de Fuego, que se extendió hasta el 30 de agosto; los vecinos de la ciudad pidieron auxilio al Santo Cristo de la catedral y a la Virgen del Socorro que eran los patronos jurados contra el fuego del volcán.  El 29 de agosto salió la Virgen del Rosario en procesión después de un siglo sin salir y hubo muchas más procesiones de santos hasta el día 29 de septiembre, día de San Miguel; los primeros sismos por la tarde fueron leves, pero a eso de las 7 de la noche se produjo un fuerte temblor que obligó a los vecinos a salir de sus casas; siguieron los temblores y retumbos hasta las cuatro de la mañana.  Los vecinos salieron a la calle y a gritos confesaban sus pecados, pensando lo peor.
Los terremotos de San Miguel dañaron la ciudad considerablemente. El Real Palacio sufrió daños en algunos cuartos y paredes.  También hubo un abandono parcial de la ciudad, escasez de alimentos, falta de mano de obra y muchos daños en las construcciones de la ciudad; además de numerosos muertos y heridos. Estos terremotos hicieron pensar a las autoridades en trasladar la ciudad a un nuevo asentamiento menos propenso a la actividad sísmica; los vecinos de la ciudad se opusieron rotundamente al traslado, e incluso tomaron el Real Palacio en protesta al mismo.  Al final, la ciudad no se movió de ubicación, pero el número de elementos en el Batallón de Dragones para resguardar el orden fue incrementado considerablemente. El propio capitán general Francisco Rodríguez de Rivas -que gobernó de 1717 a 1724- donó de sus propios fondos para reconstruir el oratorio de San Felipe Neri y la parroquia de El Calvario.
Los daños en el palacio fueron reparados por Diego de Porres, quien los terminó de componer en 1720; aunque hay indicios de que hubo más trabajos de Porres hasta 1736.
La construcción del convento e iglesia de Nuestra Señora del Pilar de Zaragoza fue aprobada por Felipe V en 1725 justo cuando llegaron las monjas de la Orden de Clarisas Capuchinas a la población. La obra fue iniciada en 1731 y consagrada el año de 1736 bajo la supervisión de Diego de Porres. Fue el último convento fundado en la ciudad y después pasó a llamarse Convento de las Capuchinas.
La reconstrucción ocurrió en 1730 bajo la dirección del arquitecto Mayor Diego de Porres. Su fachada ostenta una arquitectura renacentista y es fabricada de piedra, como la iglesia de las Capuchinas, característica que las diferencia de los demás templos de la localidad.
El terremoto del 29 de septiembre de 1717 dejó inhabitable el edificio del colegio de San Lucas de los jesuitas; el sismo partió la torre y destruyó la portada dejando esta última a dos tercios de su altura. El maestro mayor de obras de la ciudad, Diego de Porres, comprobó los daños que tenía la edificación y calculó que se necesitarían entre cinco mil y seis mil pesos para repararla. Tres años después, los jesuitas ya habían reconstruido el edificio y, de acuerdo al Maestro mayor de obras, estaba mucho más bello que la construcción original.
La iglesia principal de la ciudad obtuvo rango de Catedral Metropolitana en 1743, constituyéndose como la más lujosa de Centroamérica en ese tiempo.

#### Terremotos de San Casimiro

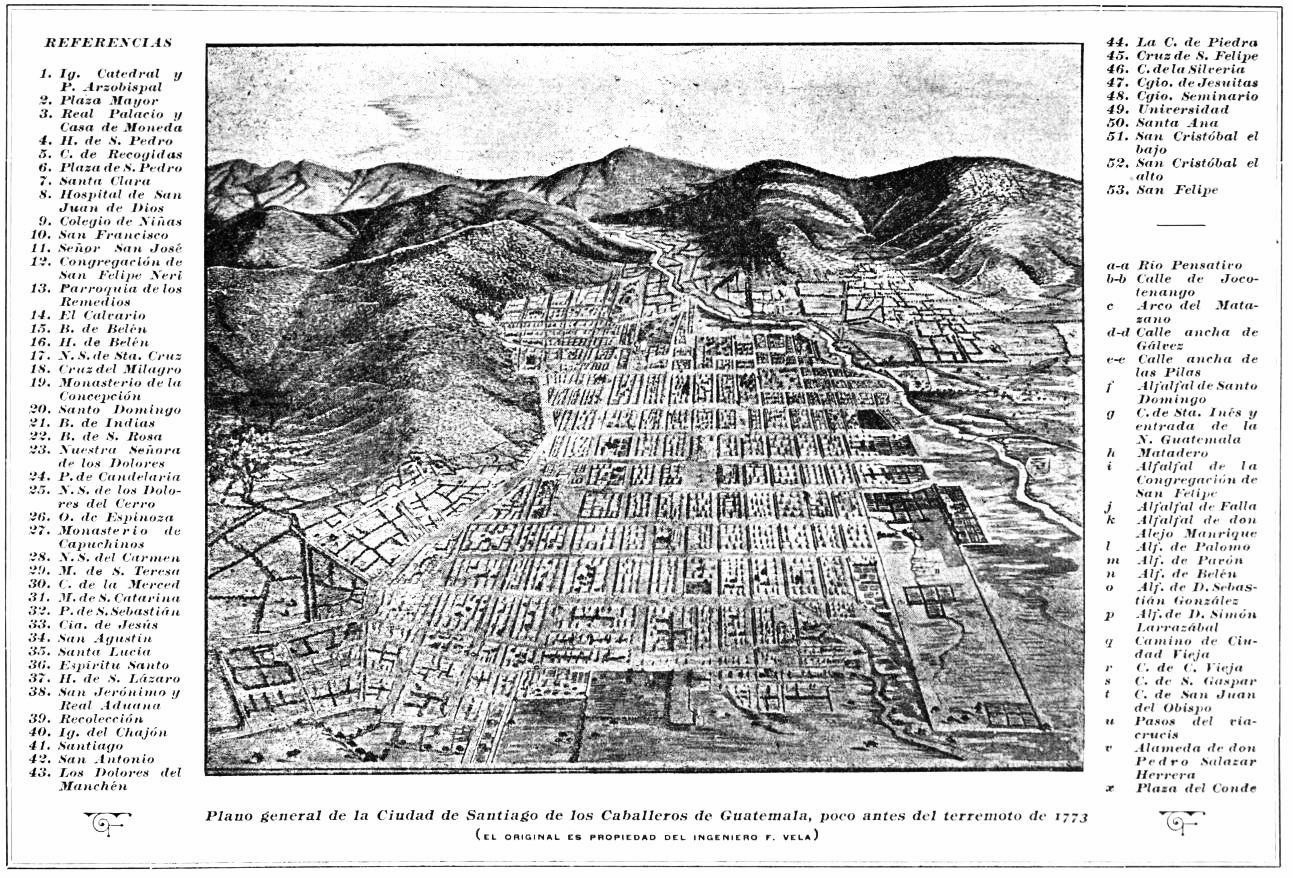
Plano general de la ciudad de Santiago de los Caballeros de Guatemala poco después del Terremoto de San Casimiro. Elaborado por el ingeniero Francisco Vela.

Los sismos continuaron y el 4 de marzo de 1751 el terremoto de San Casimiro dañó la ciudad nuevamente. en ese oportunidad, el Palacio Real sufrió cuantiosos daños y hubo de ser reconstruido totalmente. El encargado de la reconstrucción fue el arquitecto mayor Luis Diez de Navarro, a quien las autoridades de la Corona española le solicitaron que el edificio se asemejara al edificio de la sede del poder criollo de Guatemala, el Ayuntamiento, y que tuviera un portal de columnas de piedra con cúpulas en cada sector de intercolumnio, además de ser abovedado el techo del conjunto.
El terremoto de San Casimiro también dañó completamente el cimborrio de la iglesia de la Compañía de Jesús, obligando nuevamente a los jesuitas a solicitar la ayuda de los fieles de la comunidad para rehacer el edificio, que nuevamente quedó catalogado como uno de los más hermosos de toda Guatemala.
Un período de prosperidad comienza después del terremoto y la ciudad se beneficia de diferentes obras públicas entre las que se encuentran el empedrado de calles y la fabricación de acueductos para traer agua potable. El perímetro de la plaza Mayor se arregla, incluyéndose el Palacio del Ayuntamiento, cuya construcción se concluyó entre 1765 y 1768, y de la Audiencia. El 17 de julio de 1753 concluyen las obras de renovación del empedrado del patio del templo de la Compañía de Jesús. El arquitecto Juan de Dios Estrada estuvo a cargo de la construcción de la Iglesia de La Merced desde 1749 y el templo de estilo ultrabarroco guatemalteco fue inaugurado en 1767 y cuenta con dos torres-campanarios.

#### Las reformas borbónicas

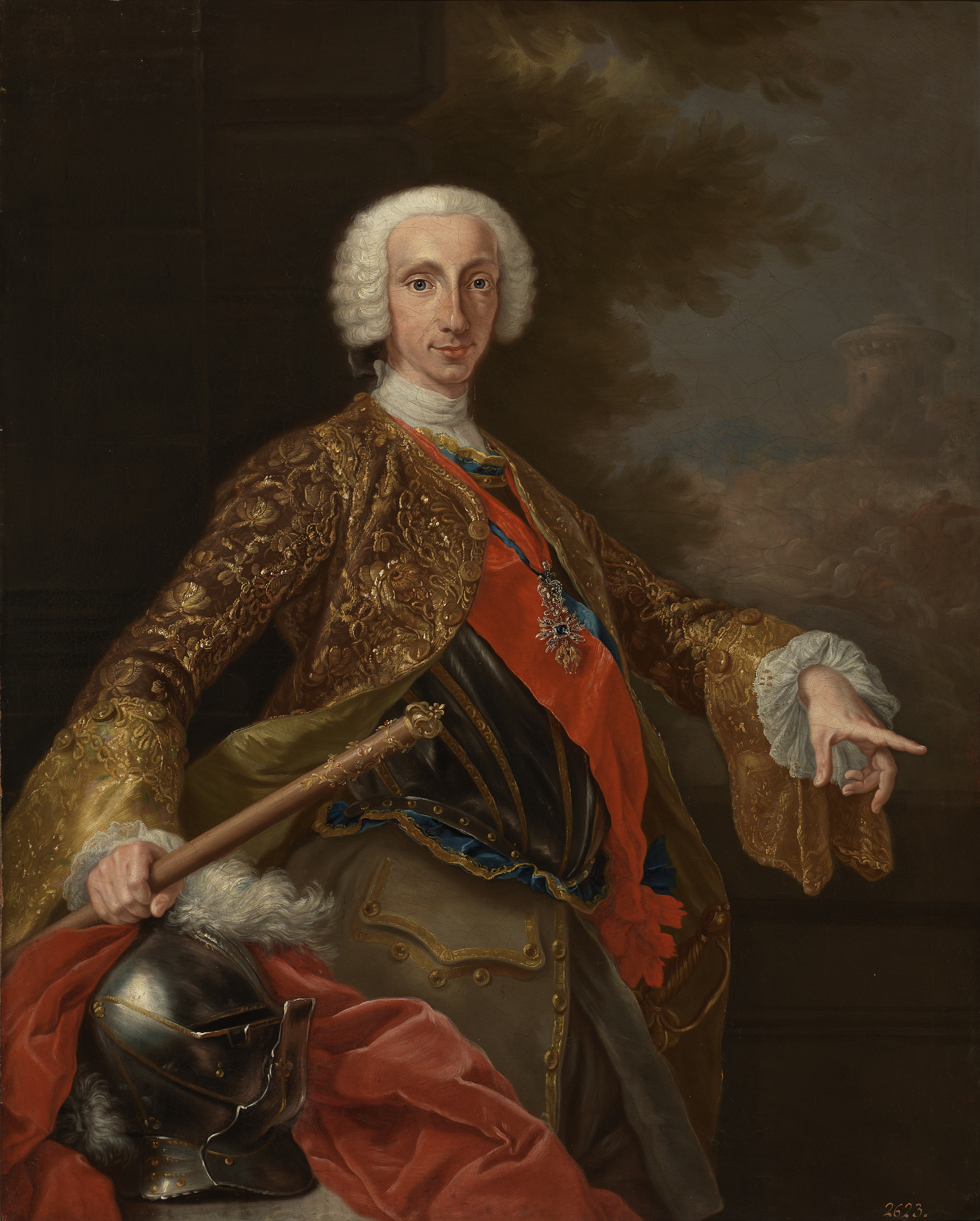
Rey Carlos III de España, promotor de las reformas borbónicas.

En 1754, en virtud de una Real Cédula parte de las Reformas Borbónicas, todos los curatos de las órdenes regulares fueron traspasados al clero secular.
En 1765 se publicaron las reformas borbónicas de la Corona española, que pretendían recuperar el poder real sobre las colonias y aumentar la recaudación fiscal. Con estas reformas se crearon los estancos para controlar la producción de las bebidas embriagantes, el tabaco, la pólvora, los naipes y el patio de gallos. La real hacienda subastaba el estanco anualmente y un particular lo compraba, convirtiéndose así en el dueño del monopolio de cierto producto. Ese mismo año se crearon cuatro subdelegaciones de la Real Hacienda en San Salvador, Ciudad Real, Comayagua y León y la estructura político administrativa del Reino de Guatemala cambió a quince provincias:
Además de esta redistribución administrativa, la Corona española estableció una política tendiente a disminuir el poder de la Iglesia católica, el cual hasta ese momento era prácticamente absoluto sobre los vasallos españoles. La política de disminución de poder de la iglesia se basaba en la Ilustración y tenía seis puntos principales: declive del legado cultural jesuítico, tendencia hacia una cultura laica y secularizada, actitud decididamente racionalista, de herencia cartesiana,  valoración de la ciencia natural sobre el dogma religioso, una crítica al papel de la Iglesia dentro de la sociedad y de sus organismos derivados, sobre todo de las cofradías y hermandades, y favorecimiento del regalismo.

#### Los Terremotos de Santa Marta (1773)
| Día             | Hora                   | Suceso |
| --------------- | ---------------------- | --- |
| 29 de julio     | 3:40 p. m.             | Se produce el primer temblor rápido, pero tan violento que hizo salir a los habitantes de sus casas. |
| 29 de julio     | 3:50 p. m.             | Un segundo temblor, mucho más fuerte, provocó la destrucción inmediata de los edificios que se hundían o desplomaban con estrépito. El movimiento fue tanto horizontal, como vertical y nadie podía mantenerse en pie, ni aun de rodillas. Se abrieron grietas en el suelo y una espesa nube de polvo envolvió a la ciudad; hombres y animales tuvieron que acostarse en el suelo para no caer y los empedrados de las calles saltaron por los aires. A pesar de la violencia del sismo, y de que algunas personas murieron cuando la nube de polvo los cegó, se salvaron muchas vidas porque los habitantes de la ciudad habían salido de sus residencias tras el primer temblor. |
| 29 de julio     | 6:00 p. m.             | Se empezó a buscar abrigos improvisados y se pidió misericordia a Dios. Se menciona que las autoridades de la Audiencia y del ayuntamiento estaban «como atontecidos, con el ánima conturbada». |
| 29 de julio     | 7:00 p. m. -5:00 a. m. | Fuertes tormentas eléctricas se desataron sobre la ciudad. Se sintieron retumbos de tierra y réplicas del terremoto. |
| 30 de julio     | 6:00 a. m.             | Amaneció tranquilo. El ayuntamiento dispuso establecer una carnicería en la plaza. |
| 2-4 de agosto   | N/A                    | Fueron celebradas «Juntas Generales» presididas por el gobernador Martín de Mayorga y adonde se hicieron presentes las autoridades locales, entre ellas el Arzobispo Pedro Cortés y Larraz. En la reunión se decidió informar al Rey Carlos III y al Consejo de Indias sobre los destrozos. Importante fue el informe del maestro mayor de obras Bernardo Ramírez quien declaró que los edificios eran inhabitables y que una demolición de las ruinas sería oneroso. |
| 7 de septiembre | N/A                    | Temblor de magnitud considerable, que derribó algunos edificios que habían quedado dañados desde el 29 de julio. |
| 13 de diciembre | N/A                    | Dos fuertes sismos sobrevinieron en la zona, desatando un nuevo enjambre sísmico, lo que reforzó la posición de quienes preferían la mudanza. |

## El traslado de la capital a la Nueva Guatemala (1776)
Es un capítulo que falta aquí. Es el acontecimiento de mayor envergadura en la historia de la ciudad. Mientras tanto, véase Traslado de la ciudad capital.

### Después del traslado de la capital
Tras el traslado de los recoletos a la Nueva Guatemala de la Asunción en 1775, el complejo de la La Recolección fue vendido a particulares, que durante el siglo xix lo utilizaron como establo, fábrica de jabón y complejo deportivo. Inclusive, se extrajo material de las ruinas para realizar otras construcciones en la ciudad, que ahora se llamaba Antigua Guatemala. En cuanto al antiguo convento de las Capuchinas, este había quedado abandonado tras el traslado de la ciudad, y en 1813 fue vendido por el arzobispado a particulares, quienes lo utilizaron como patio para secado de café y como tintorería.
También desaparecieron: el barrio de la Santa Cruz en su totalidad; las calles y sitios habitados en las laderas del cerro ubicado en el barrio de Chipilapa; dos callejones al poniente de la iglesia de San Francisco y algunas otras calles y callejones más hacia el sur.
Aun así, muchas personas se rehusaron a trasladarse al Valle de la Ermita y decidieron quedarse a pesar de las constantes órdenes de la Real Audiencia, a tal punto que el 4 de agosto de 1786 se le tuvo que otorgar el título de Villa al área que ocupó la capital de Guatemala años atrás, pero las condiciones eran deplorables pues no había servicios públicos allí por lo que en marzo de 1799 se creó el ayuntamiento de La Antigua Guatemala tomando posesión sus autoridades el 7 de abril de ese año.

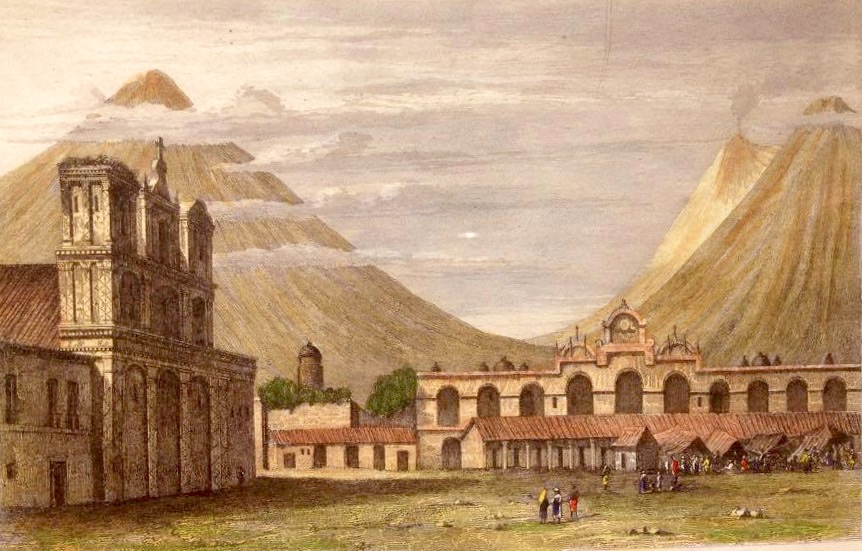
Pintura del parque central con la Parroquia de San José y cobertizos improvisados para las columnas derrumbadas del Palacio de los Capitanes Generales; 1840.
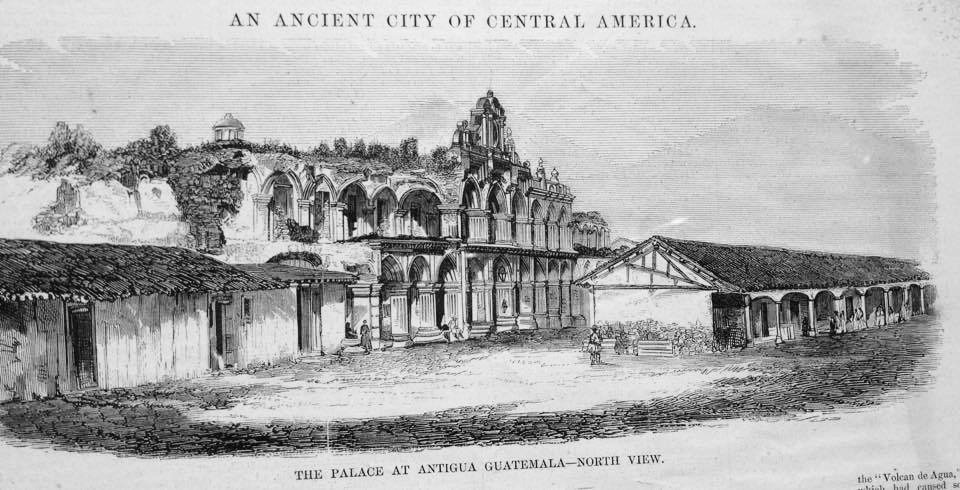
Vista norte del Palacio de los Capitanos Generales y de los cobertizos en donde ser guardaron sus columnas. Década de 1860.
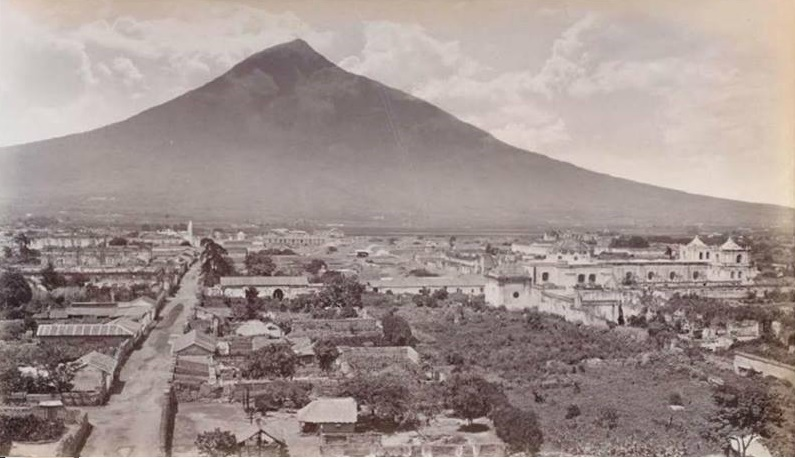
Vista de la ciudad y del Volcán de Agua en 1875.
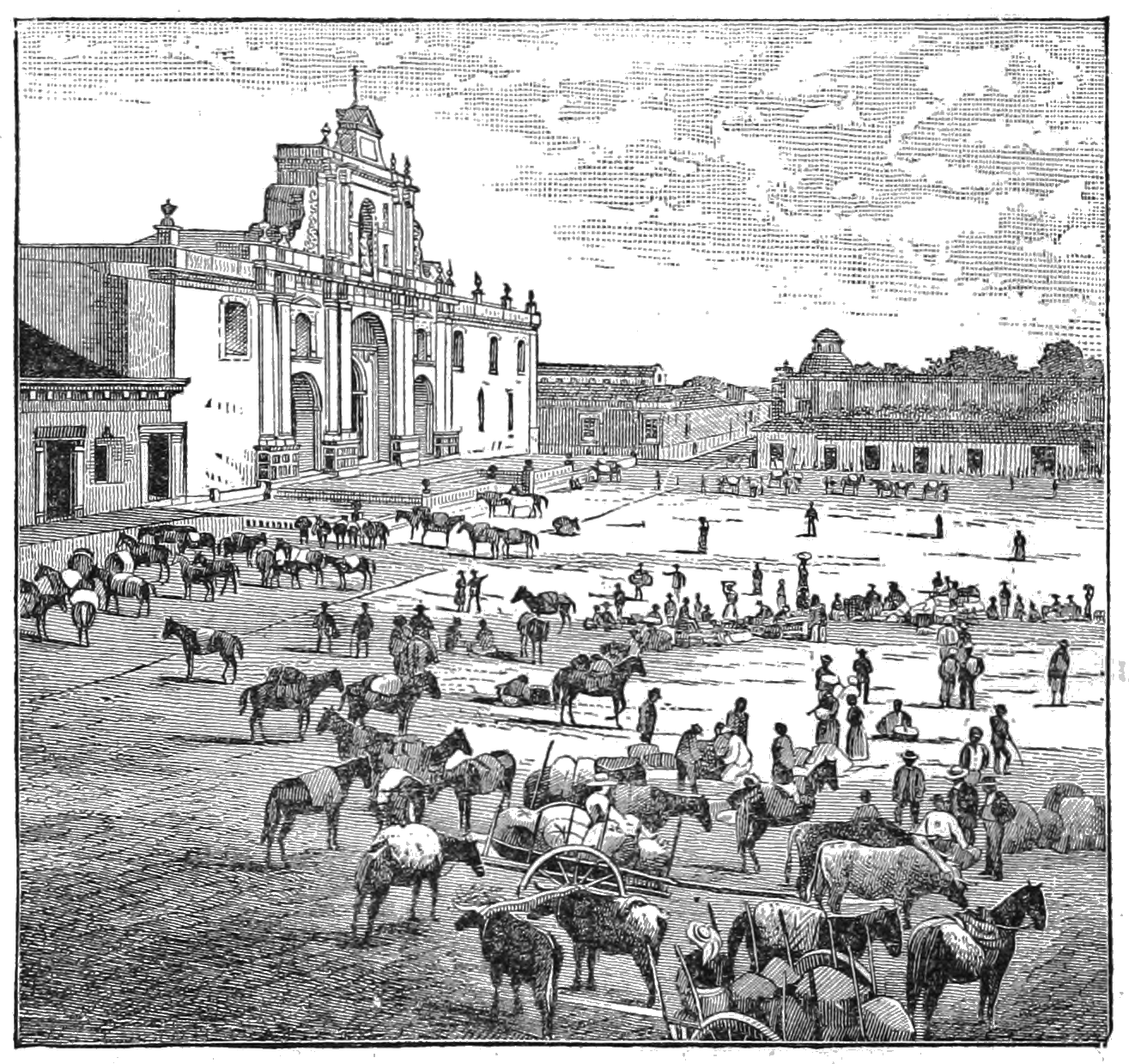
Parroquia de San José y Plaza Mayor, cuando el Palacio de los Capitanes Generales todavía no se había reconstruido; 1884.
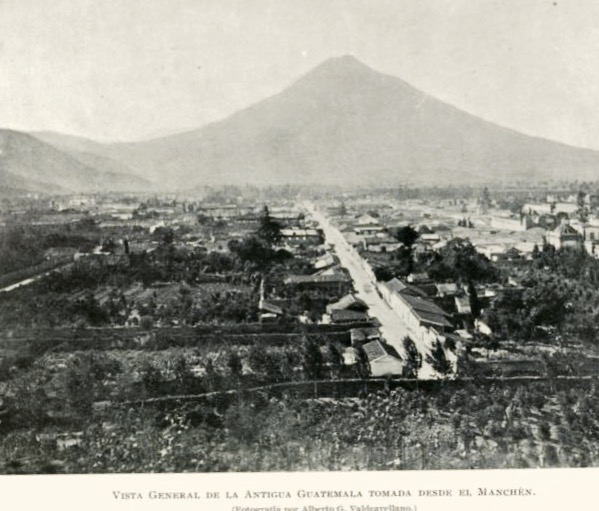
Fotografía desde el cerro del Manchén en 1896, a pocas cuadras de distancia de la plaza principal. Se distinguen el palacio de los Capitanes Generales y el templo de La Merced, que es el más próximo.

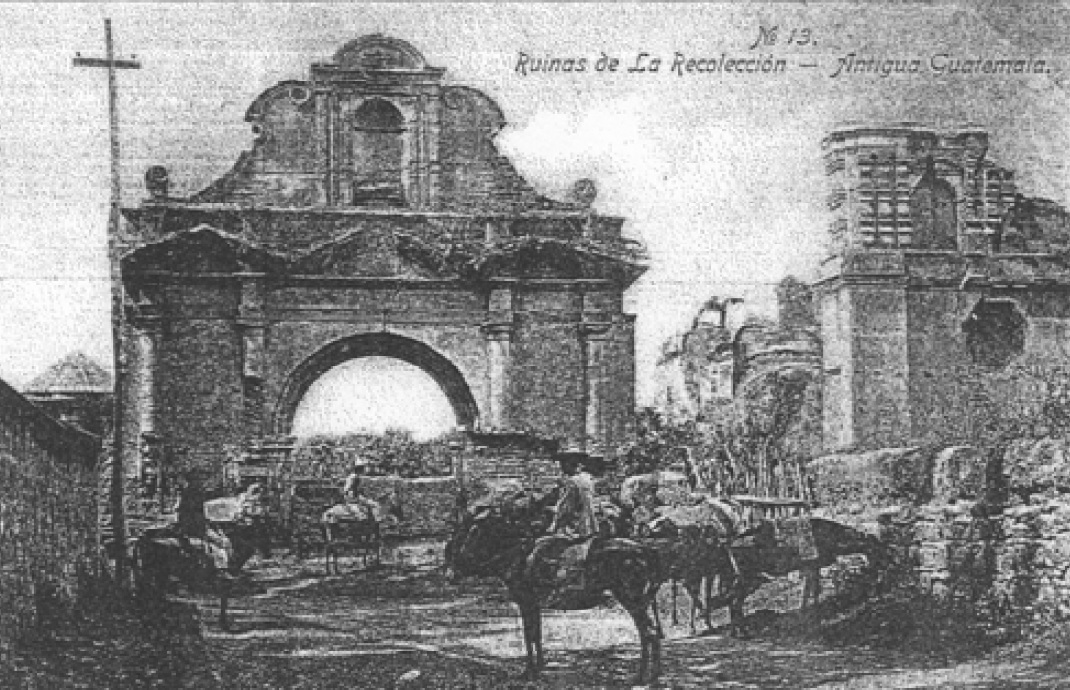
Condición del complejo de La Recolección a finales del siglo xix.

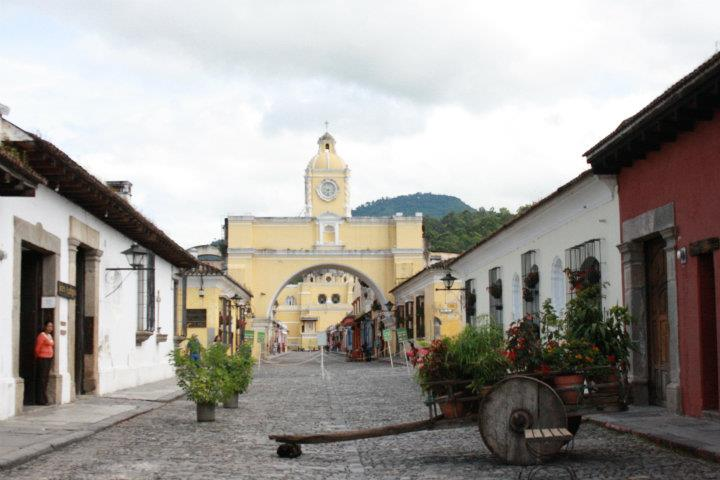
Antigua Guatemala. Calle del Arco de Santa Catalina.

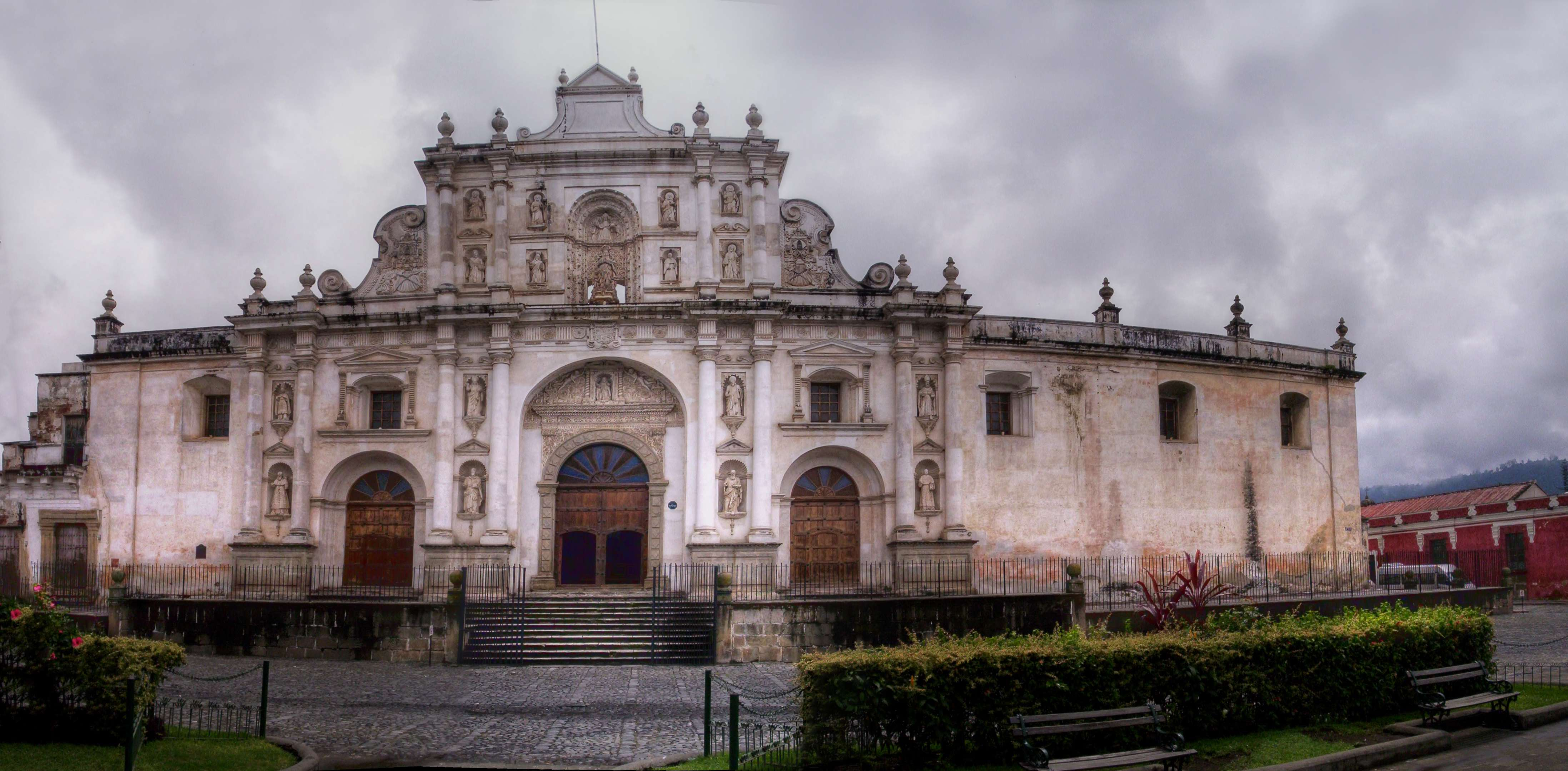
Parroquia de San José en la antigua Catedral de Santiago de la Antigua Guatemala. La parroquia, establecida en 1804, funciona en lo que anteriormente era la entrada a la catedral, y su nave está en donde se encontraba el campanario sur de la misma.

Pocos años después el arzobispo Cayetano Francos y Monroy autorizó el funcionamiento de tres parroquias interinas que llevaron el nombre de sus antecesoras: San Sebastián, Candelaria y Los Remedios, en donde se guardó la mayor cantidad de obras de arte religioso que permaneció en la antigua Guatemala. A pesar del traslado de la imagen de Jesús Nazareno de la Merced a la Nueva Guatemala de la Asunción, la iglesia de Nuestra Señora de las Mercedes siguió en uso, pues no sufrió mayores daños y conservó sus imágenes y retablos hasta 1813, cuando se inauguró la iglesia mercedaria en la nueva ciudad; incluso entonces, los retablos fueron enviado a la Nueva Guatemala pero la iglesia siguió funcionando en Antigua Guatemala. En 1804, el arzobispo Peñalver y Cárdenas decidió crear la parroquia de El Señor San José en Antigua Guatemala, la cual incorporó a tres parroquias provisionales que funcionaban en las antiguas iglesias de Candelaria, San Sebastián y Los Remedios. Los bienes de La Candelaria fueron trasladados al edificio de la antigua Universidad de San Carlos Borromeo, y la iglesia abandonada. La nueva parroquia recibió entre los bienes de la Candelaria una imagen del Señor del Descendimiento, la cual es venerada en la parroquia desde entonces.
En 1806, el presbítero Rafael José Luna, cura de San José, tuvo la idea de utilizar las ruinas de la antigua catedral como parroquia; en 1814 el cabildo eclesiástico resolvió aceptar la petición y en 1819 se iniciaron algunos trabajos de remodelación del edificio, derrumbando partes arruinadas, como los campanarios. Los trabajos se detuvieron por un tiempo, hasta que se reiniciaron en 1832. Al terminar los trabajos, la parroquia de San José se trasladó del antiguo edificio de la Universidad a la antigua catedral, en donde ha estado desde entonces. Los retablos que tiene esta nueva parroquia no son los originales de la catedral: fueron elaborados en 1856.

### Tras la Independencia de Centroamérica
El Estado de Guatemala fue definido de la siguiente forma por la Asamblea Constituyente de dicho estado que emitió la constitución del mismo el 11 de octubre de 1825: «el estado conservará la denominación de Estado de Guatemala y los forman los pueblos de Guatemala, reunidos en un solo cuerpo.  El estado de Guatemala es soberano, independiente y libre en su gobierno y administración interior.»
Antigua Guatemala fue uno de los distritos originales del Estado de Guatemala fundado en 1825; la ciudad originalmente fue la cabecera del departamento Sacatepéquez-Chimaltenango, el cual tenía los municipios de Jilotepeque, San Pedro Sacatepéquez, San Lucas Tejar, Chimaltenango, San Juan Sacatepéquez y Patzún.
La constitución del Estado de Guatemala promulgada el 11 de octubre de 1825 —y no el 11 de abril de 1836, como numerosos historiadores han reportado incorrectamente — creó los distritos y sus circuitos correspondientes para la administración de justicia según el Código de Lívingston traducido al español por José Francisco Barrundia y Cepeda; Antigua Guatemala fue sede del circuito homónimo en el Distrito N.º 8 (Sacatepéquez), el cual también incluía a San Cristóbal Alto, San Miguel Milpas Altas, Santa Ana, Magdalena, San Juan Cascón, Santa Lucía, Santo Tomás, Embaulada, Santiago, San Mateo, San Lucas, Pastores, Cauque, San Bartolomé, San Felipe, Ciudad Vieja, San Pedro Las Huertas, Alotenango, San Lorenzo, San Antonio, Dueñas, Zamora, Urías, Santa Catalina, San Andrés y San Bartolomé Aguas Calientes, Santa María y San Juan del Obispo.

### Terremoto del 3 de septiembre de 1874
El antiguo Palacio de los Capitanes Generales se empezó a reconstruir en la segunda mitad siglo xix; para dicha reconstrucción se utilizaron las columnas de piera del portal de la fachada, que habían permanecido durante casi cien años en unos cobertizos improvisados frente al Palacio, en el lado sur de la plaza Mayor. Con la reconstrucción se rehabilitaron los sectores menos dañados del edificio: la cárcel y la gobernación. Para 1850, la población de la ciudad era de alrededor de nueve mil habitantes y en 1865 se instaló entre los muros de la iglesia de la Compañía de Jesús una fábrica de tejidos aunque esta no fue rentable por la falta de personal calificado y de materia prima.
De acuerdo al periódico estadounidense The New York Times, el terremoto de Guatemala del 3 de septiembre de 1874 fue el más devastador de los que se registraron en ese año en todo el mundo. No solamente se destruyó completamente el pueblo de Parramos, sino que bandas de forajidos armados con cuchillos y otras armas punzocortantes intentaron asaltar a los damnificados y robarles lo poco que les quedaba; afortunadamente, las bandas fueron capturadas por la policía del gobierno del general Justo Rufino Barrios y ejecutadas sumariamente.
Los sismos se iniciaron en agosto, pero nadie les puso atención pues la población estaba acostumbrada a que temblara con cierta frecuencia; es más, no impidieron que se celebrara una gran gala en honor al enlace matrimonial del presidente Barrios con su joven esposa, Francisca Aparicio de Barrios.
Un testigo relató que el terremoto se sintió como una combinación de una larga serie de movimientos verticales y horizontales que hacían que pareciera que el suelo se movía en forma de olas y que se elevaba hasta un pie de alto por encima de su nivel normal.
Otro testigo indicó que el pueblo de San Miguel Dueñas quedó totalmente destruido, y quienes lograron sobrevivir salieron huyendo buscando áreas más seguras.  En total, hubo US $300 000 en pérdidas; los poblados afectados aparte de Antigua Guatemala, Dueñas, Parramos y Patzicía, fueron Jocotenango, San Pedro Sacatepéquez, Ciudad Vieja y Amatitlán.

### Finales delsigloXIX

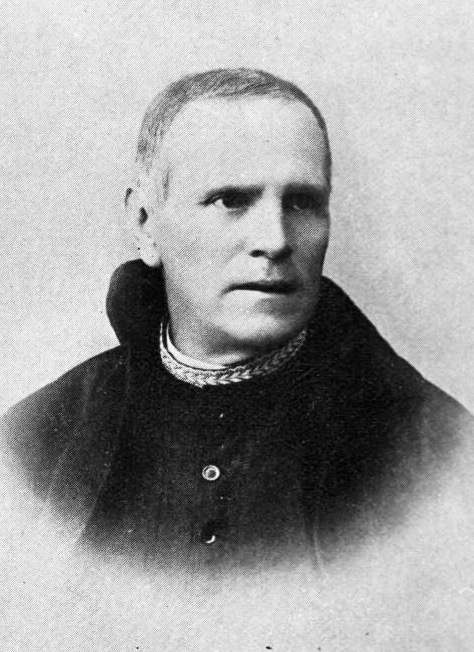
Sacerdote Manuel Leal, quien al regresar del destierro en México gracias a la amnistía que otorgó el general José María Reyna Barrios en 1897, consiguió construir el templo de San Felipe en Antigua Guatemala.

En 1896, el escritor Ramón Aceña describió la ciudad en un artículo para La Ilustración Guatemalteca, revista oficial que se publicaba durante el gobierno del general José María Reyna Barrios; en su artículo, Aceña -quien era oriundo de la ciudad - describe el valle como el lugar idóneo para que se asentara en él una gran ciudad, cuyos habitantes disfrutaran de los mejores dones que la naturaleza tiene que ofrecer, y de un clima muy agradable la mayor parte del año. Además de las ruinas de edificios civiles y eclesiásticos, el área estaba rodeada de plantaciones de café, caña de azúcar y otros cultivos que se extendían por toda la planicie, y aun sobre las faldas de los cerros circundantes; asimismo, se podía visitar los talleres de carpintería de Belén y los de herrería en la antigua iglesia de los Jesuitas. En 1896 entre los edificios en mejores condiciones estaba el Palacio de los Capitanes Generales, reparado en parte por el corregidor J. Ignacio Irigoyen y cuya fachada ya había sido restaurada por el gobierno del general Manuel Lisandro Barillas; el palacio albergaba en ese entonces la Jefatura Política, la primera sección de la policía, el juzgado de primera instancia, juzgado primero de paz, la prisión de mujeres y la administración de rentas de Sacatepéquez.
En 1897, la escritora guatemalteca Matilde Ariza Poitevín describió que el río Pensativo era «como un hilo de plata en verano, pero en invierno se convertía en una torrente sucia y caudalosa que arrastraba los árboles y viviendas cercanas a su cauce», mientras que el Volcán de Agua, situado al sur de la población, era el menos peligroso para ascender, ya que el camino se recorría en jornadas diarias y el camino en espiral que conduce a la cima dejaba ver por todos lados rocas y piedras con inscripciones grabadas por los innumerables viajeros y se mencionaba que la excursión no se recomendaba para personas con estado de salud delicado, pues ya cerca de la cima la respiración se hacía difícil. Entrando en la población «había numerosos templos y edificios arruinados por cuyas grietas salían gruesas raíces de los árboles que habían crecido producto del abandono en que se encontraban las estructuras; la Catedral se podía visitar, pero con dificultad ya que era tal el descuido que el ambiente era fétido y húmedo y abundaban aves nocturas y murciélagos, dándole al lugar un aspecto tétrico y sombrío». Por su parte, el templo de La Merced no estaba arruinado y albergaba cuadros antiguos de gran mérito; mientras que ya se reconocía al templo de San Felipe y a la imagen del Señor Sepultado que en este se venera.  Ariza Poitevín mencionó también «las aguas potables y medicinales de temperatura templada que había en los alrededores de la ciudad; los baños de Almolonga eran reconocidos por curar las afecciones nerviosas y los de Medina, por ayudar con los problemas cutáneos. También estaban los de Ciudad Vieja y del Cubo, aunque algo retirados del centro de la ciudad y a los que había que llegar en carruaje, pasando por caminos que tenían a ambos lados plantaciones de café».
Otros edificios dignos de mención a finales del siglo xix eran: el Ayuntamiento colonial, que pare entonces servía de sede a las oficinas de la municipalidad, la comandancia militar, la fiscalía de plaza y la prisión de varones; la antigua Universidad de San Carlos, en donde funcionaba una escuela de varones y un teatro en el salón de actos; el convento de jesuitas que se había convertido en la escuela normal, y el hospital, que ocupaba una manzana completa y estaba bien atendido para la época. Por lo demás, la ciudad estaba poblada de familias de escasos recursos.
En 1897 se permitió el regreso del arzobispo guatemalteco Ricardo Casanova y Estrada —exiliado en Costa Rica desde el gobierno el general Manuel Lisandro Barillas Bercián— y de varios miembros del clero secular; entre los que retornaron estuvo el sacerdote Manuel Leal, catedrático de Summa Teología en el seminario, quien había estado desterrado en México. Al llegar a Guatemala se dirigió a Antigua Guatemala y allí puso todo su empeño en obtener limosnas suficientes para erigir el templo de San Felipe.
A finales del siglo xix el arqueólogo Alfred Percival Maudslay y su esposa visitaron Guatemala; en su libro A glimpse at Guatemala describen así como encontraron Antigua Guatemala: «Antigua nunca estuvo totalmente desierta, y aunque ahora no está más que medio viva, está de alguna forma incrementando su riqueza e importancia.  Hay servicios religiosos en las dos o tres iglesias que sobrevivieron al desastre, aunque el resto de las estructuras religiosas estén destechadas y perdiéndose en ruinas.  Otras, que todavía tienen techo se usan como talleres de herreros, e incluso hay una que se convirtió en una gran fábrica de muebles.  La destrucción que inició con los movimientos telúricos se ha incrementado con otros procesos naturales: hay árboles creciendo dentro de los edificios, y pequeñas plantas encuentran cobijo en cada grieta y rajadura, mientras que en las superficies de mármol y en las paredes de adobe innumerables abejas construyen sus guaridas y, sin saberlo, preparan el camino para que la destrucción continúe con las fuertes lluvias.  Hay muy poco que recuerdo al viajero del mundo moderno en Antigua, ya que es en todo aspecto un lugar encantador del viejo mundo, con sus largas y estrechas calles, bajas casitas blancas, encantadores patios y su magnífica plaza».
Debido a sus daños, en 1912 el edificio de la Compañía de Jesús se convirtió en mercado cantonal hasta el terremoto de 1976, y luego en un mercado de artesanías.

### SigloXX

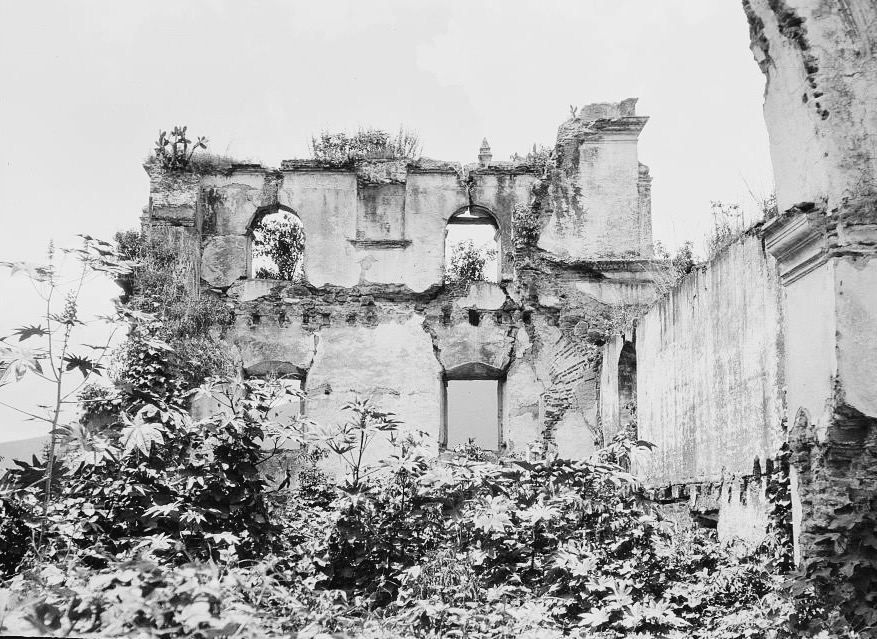
Ruinas abandonadas del convento de San Francisco en 1916. Fotografía de Arnold Genthe.

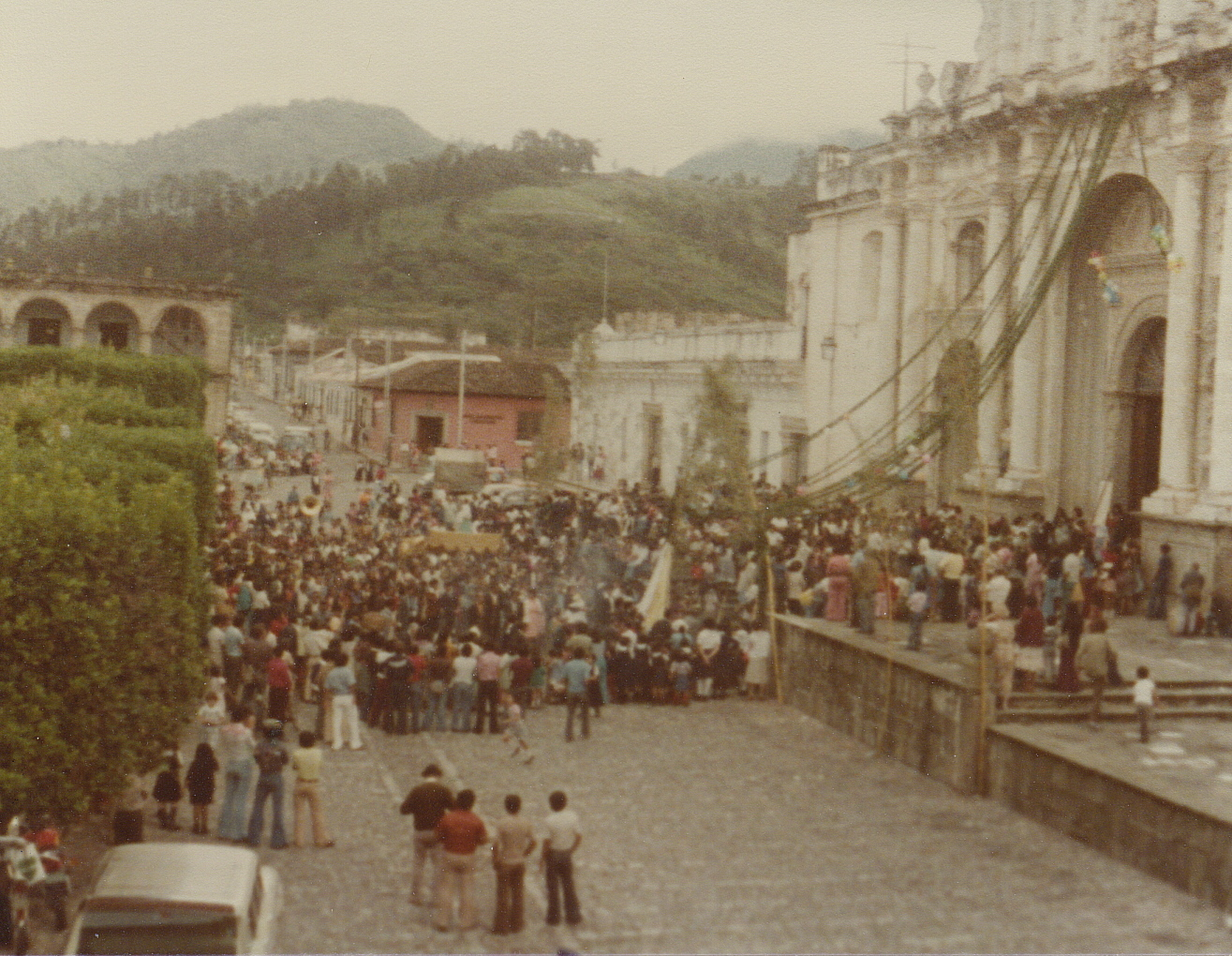
Frente de la Catedral de San José (1979)

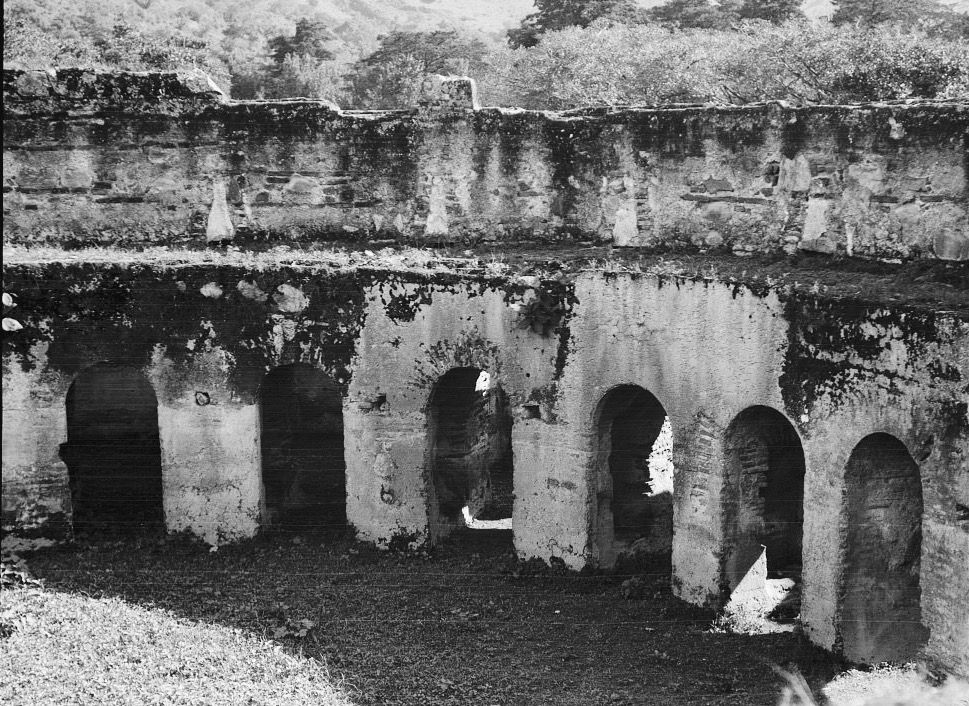
Estructura circular de celdas en el Convento de Capuchinas, todavía en buen estado en 1916, tal y como describiera el príncipe Guillermo de Suecia en 1920.. Fotografía de Arnold Genthe.

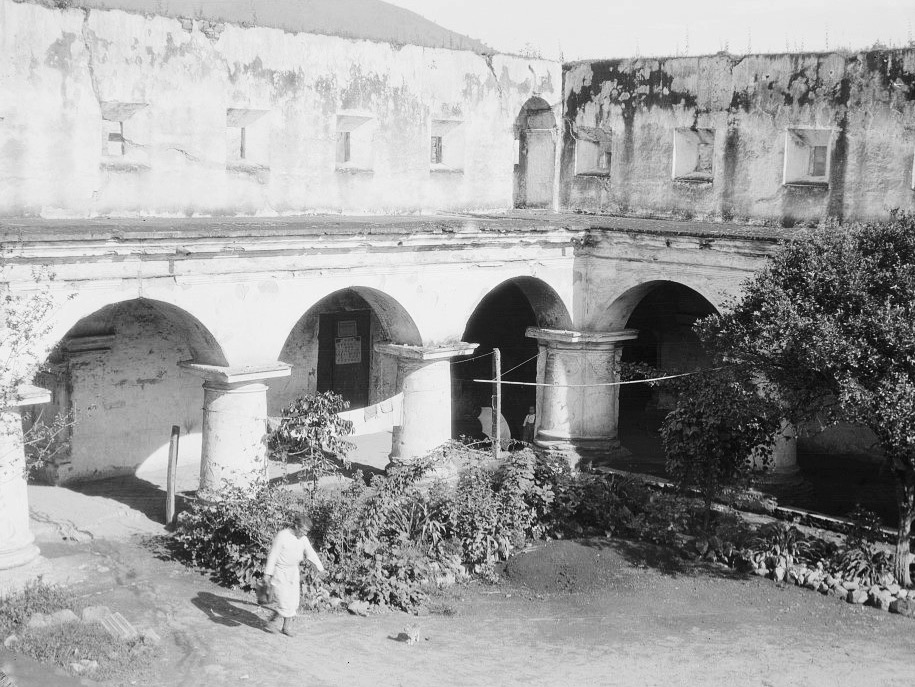
Una familia de escasos recursos viviendo en las ruinas de Capuchinas, como lo relatara el príncipe Guillermo de Suecia en 1920.. Fotografía de Arnold Genthe.

En abril de 1920, durante los últimos días del gobierno del licenciado Manuel Estrada Cabrera, el príncipe Guillermo de Suecia visitó Antigua Guatemala y escribió sus impresiones en su libro Between two continents (Entre dos continentes). Su libro es una objetiva descripción de la condición en que estaba la ciudad y el deplorable estado del camino entre Ciudad de Guatemala y Antigua: «por un tramo corto al salir de la Ciudad de Guatemala el camino estaba en condiciones aceptables, pero luego se empezaban a ver pequeñas dunas y posteriormente riachuelos que cruzaban el camino, pequeños barrancos y derrumbes, ya que hacía dos años que el área había sido golpeada por el poderoso Terremoto de 1917 y la corrupción del gobierno impidió que hubiese recuperación alguna». Conforme se avanzaba hacia Antigua las montañas se hacían más y más empinadas y las rocas más pronunciadas; además encima del camino había una capa de polvo de uno sesenta centímetros de alto, que disimulaba los baches, pero no eliminaba sus efectos en la estructura del vehículo. A lo largo del camino vieron largas filas de indígenas que iban hacia la Ciudad de Guatemala, llevando pesadas cargas a sus espaldas con aparente facilidad; hombres, mujeres y niños llevaban algo en la espalda, y lo hacían con paso rápido. Y en cuanto al tráfico, no había, salvo por una o dos carretas haladas por mulas.
Después de pasar Mixco, el camino se hacía aún más empinado, con un barranco profundo a un lado, y un risco elevándose por el otro; era muy frecuente encontrar cruces a la orilla del camino, que marcaban el lugar en donde algún viajero había perdido la vida. Luego de alcanzar el punto más alto, iniciaron el descenso hacia Antigua Guatemala. Ya iban llegando cuando un oficial uniformado con indumentaria rota y sucia les hizo el alto y les dio la bienvenida a la ciudad: era el comandante y lo acompañaban seis soldados descalzos y armados con rifles de madera. Comparada con el deplorable estado en que se encontraba la Ciudad de Guatemala en 1920 -prácticamente en ruinas por la negligencia del gobierno- la Antigua Guatemala estaba muy bien, aunque la gran mayoría de las iglesias estaban dilapidadas y completamente abandonadas. En muchas de las iglesias, sólo quedaban paredes incompletas y domos derrumbados, e incluso algunas de ellas estaban en condiciones lamentables: Santa Clara servía como criadero de mulas, mientras que la iglesia de Gracia servía de albergue para una familia de nativos y para sus animales domésticos.
Pero había algunos monumentos en buen estado: 
- La parroquia de la Escuela de Cristo era una de las iglesias mejor conservadas y sin duda, la más pintoresca, junto con su convento que todavía estaba en pie. El sacerdote que recibió al príncipe y a sus tres acompañantes les hizo saber que ya todo el oro y la plata del recinto había sido vendido por sus antecesores y que sentía mucho no poder venderles nada a ellos, aunque los suecos no estaban interesados en semejante compra.[17]
- El viejo convento de las Capuchinas con su gran cantidad de pasadizos subterráneos entre las celdas de los monjes y las de las monjas era un lugar que valía la pena visita, especialmente la parte en donde las celdas estaban construidas en círculo alrededor de un patio común.[17]

En 1929, el periodista Víctor Miguel Díaz, publicó La romántica ciudad colonial, la cual es una guía para visitar los monumentos históricos de la Antigua Guatemala, y relataba lo que ocurrió desde la fundación de Ciudad Vieja en 1527 hasta los Terremotos de Santa Marta en 1773.  El ensayo no incluye un riguroso análisis del tema, pero sí una breve exposición de la historia de la ciudad, sus principales edificios y personajes. El libro de Díaz fue el primer discurso historiográfico que valoraba las obras eclesiásticas como parte del patrimonio nacional fuera de su ámbito devoto, y fue un instrumento útil para el turismo internacional que ya empezaba a generar considerables divisas para el erario nacional.  El escritor Díaz describe las principales calles, templos y monumentos de la ciudad colonial, refiriéndose a algunas de las esculturas de gran veneración que existen en el país y que originalmente estuvieron en los templos descritos.
El 6 de agosto de 1942, Antigua Guatemala fue afectada por un sismo que se produjo a las 17:37 hora local (23:37 UTC) y tuvo una magnitud de 7.7 en la escala de magnitud de momento (Mw) y 7.9 en la escala de Magnitud de onda superficial (Ms).  El terremoto causó extensos daños en el altiplano central y occidental de Guatemala, y dañó severamente el Palacio de los Capitanes Generales. Treinta y ocho personas murieron en el terremoto. 
En 1943, durante el gobierno del general Jorge Ubico, comenzaron los trabajos de preservación de Capuchinas, y en 1950 el Instituto de Antropología e Historia de Guatemala desarrolló trabajos de restauración en el edificio. En 1944, la fuente del corredor principal del convento de San Francisco fue trasladada al convento de la Iglesia de La Merced.
El museo del «Libro Antiguo» en la ciudad de Antigua Guatemala fue fundado por los ilustres periodistas David Vela Salvatierra y Rigoberto Bran Azmitia el 16 de marzo de 1956; ambos realizaron grandes esfuerzos por preservar estos tesoros impresos.
El 6 de enero de 1960 el arzobispo de Guatemala Mariano Rossell y Arellano devolvió el complejo de San Francisco a los frailes franciscanos. quienes en 1961, en medio de mucha polémica, iniciaron la reconstrucción del templo, la cual concluyó en 1967. Los franciscanos contaron con la ayuda del presidente general e ingeniero Miguel Ydígoras Fuentes, y de los miembros del Comité Pro Reconstrucción de la Iglesia.
Desde 1972 el convento de las Capuchinas alberga las oficinas del Consejo Nacional Para la Protección de La Antigua Guatemala.
El 4 de febrero de 1976 la región fue sacudida nuevamente por un terremoto de 7.5 grados en la escala de Richter, que destruyó gran parte del país, y causó ciertos daños en algunos edificios de la ciudad como el Palacio de los Capitanes Generales, la Catedral de San José, las iglesias de San Sebastián y de San Francisco, en donde derribó la imagen de la Virgen María que se encontraba en la parte trasera del altar mayor. 
La ciudad fue declarada Patrimonio cultural de la Humanidad por la UNESCO en 1979, cuando el Consejo Nacional de Sitios y Monumentos de dicha entidad internacional recomendó su inscripción el 10 de abril de ese año indicando que «era un sitio fundamental, tenía una historia bien entendida y una inscripción apropiada».  Las consideraciones finales para nombrarla en el listado de sitios de Patrimonio de la Humanidad, indican que «a pesar de estar en una región propensa a los sismos y a haber sido destruida por el terremoto de 1773, sus principales monumentos todavía se preservaban como ruinas»;  y que además, «en el espacio de menos de tres siglos en la ciudad —construida en formato de tablero de ajedrez inspirado en el Renacimiento Italiano— se erigieron numerosos monumentos majestuosos».
Las ruinas del Convento de Santo Domingo fueron vendidas a particulares y convertidas en el Hotel Casa Santo Domingo en 1989.
La actividad cultural en Antigua Guatemala ha sido creciente y cada vez con más participaciones. En 1992, la Agencia Española de Cooperación Internacional para el Desarrollo adquirió el compromiso de restaurar las instalaciones a cambio de tomar  el antiguo Colegio para un «Centro de Formación Internacional», con el visto bueno del «Consejo Nacional para la Protección de La Antigua Guatemala (CNPAG)»; ese mismo año se realizó la Cumbre del Pensamiento en el Convento de Capuchinas.
En 1998, el Programara de Patrimonio para el Desarrollo de la AECID y la Municipalidad de La Antigua crean la Escuela Taller Municipal con sede en el antiguo Colegio, destacándose en los trabajos de emergencia al paso del paso del Huracán Mitch, así como en intervenciones patrimoniales en el municipio y poblaciones de su entorno.

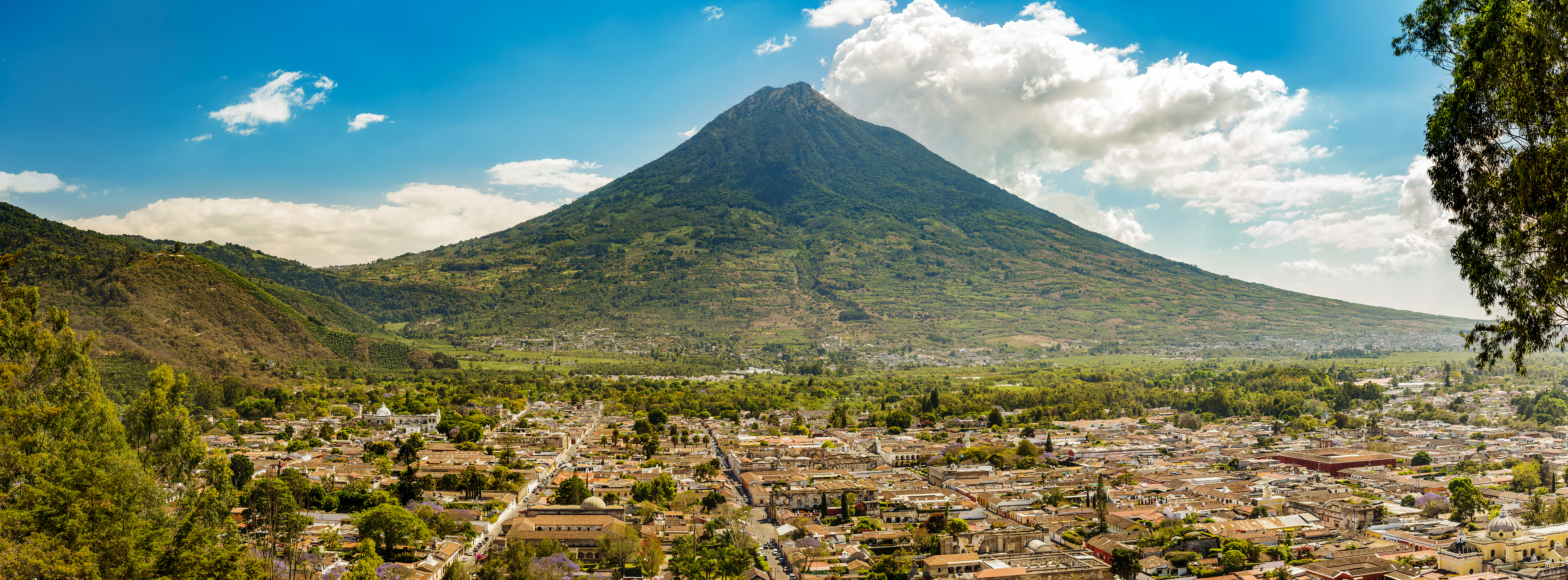
Panorámica de la Antigua Guatemala.

### Eventos delsigloXXI
Por la presencia de los restos mortales del Santo Hermano Pedro, la iglesia de San Francisco fue elevada a la calidad de Santuario Arquidiocesano por el arzobispo de Guatemala cardenal Rodolfo Quezada Toruño el 30 de julio de 2003.
En 2013 se realizó la 43.ª Asamblea General de la Organización de los Estados Americanos en las instalaciones del Convento de Santo Domingo. Entre los asistentes estuvo el secretario de Estado de los Estados Unidos, John Kerry, quien hizo un recorrido por las principales atracciones turísticas de la ciudad.
En 2018 la ciudad acogió la XXVI Cumbre Iberoamericana.
En 2019, entre abril y mayo, Antigua fue el lugar de exposición de los Osos Buddy. Los 144 figuras de osos son hechas por artistas internacionales para promover la tolerancia y la convivencia, y representan a igual número de países miembros de la ONU.

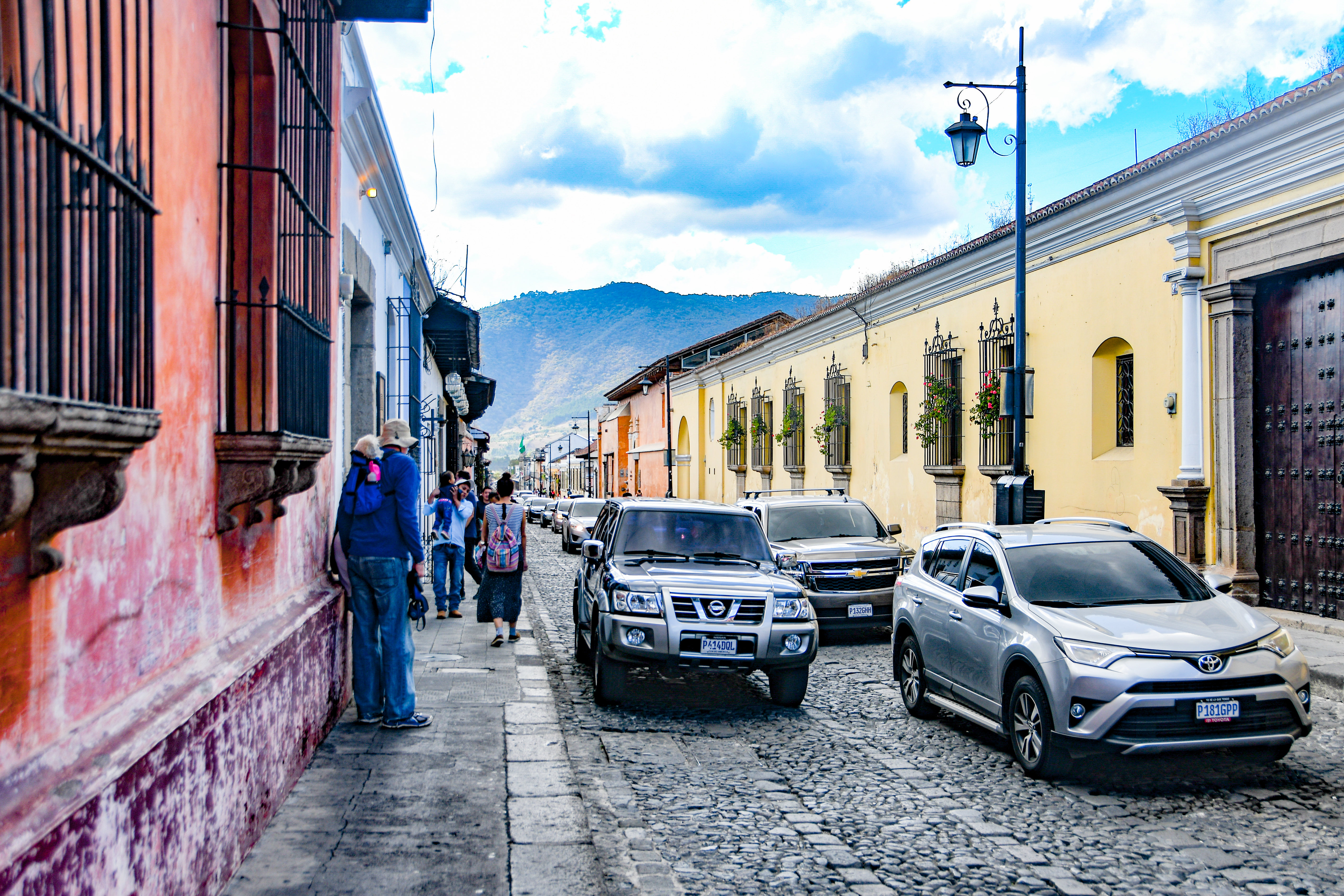
Vista de calle en la Antigua Guatemala.

## Política
El 4 de agosto de 1786 fue declarada villa por real cédula y en 1788 el alcalde mayor de Sacatepéquez pidió autorización para retornar a la Antigua Guatemala. Para 1799 se nombraron dos alcaldes ordinarios y un síndico. La villa ya no era la esplendorosa ciudad que fue, pero el nuevo ayuntamiento logró que Antigua Guatemala resurgiera durante el siglo xix. Tras la independencia de 1821 recuperó la categoría de ciudad y fue nombrada como cabecera del departamento de Sacatepéquez.
Tras ser declarada Patrimonio de la Humanidad por la UNESCO en 1979, la ciudad vivió un incremento exponencial en la visita de turistas, lo que llevó a que se desplazaran numerosas familias a los municipios de Ciudad Vieja y de Jocotenango, pues vendieron sus casas para que éstas se convirtieran en hoteles, posadas o discotecas; con el auge turístico, también se crearon problemas que la ciudad no tenía antes:  tránsito vehicular, contaminación ambiental, inseguridad y crecimiento urbano desordenado.

### Gobierno municipal
Los municipios se encuentran regulados en diversas leyes de la República, que establecen su forma de organización, lo relativo a la conformación de sus órganos administrativos y los tributos destinados para los mismos.  Aunque se trata de entidades autónomas, se encuentran sujetos a la legislación nacional y las principales leyes que los rigen desde 1985 son:
| N.º | Ley                                                | Descripción |
| --- | -------------------------------------------------- | --- |
| 1   | Constitución Política de la República de Guatemala | Tiene una regulación legal específica para los municipios en los artículos 253 al 262. |
| 2   | Ley Electoral y de Partidos Políticos              | Ley de carácter constitucional aplicable a los municipios en el tema de la conformación de sus autoridades electas. |
| 3   | Código Municipal                                   | Decreto 12-2002 del Congreso de la República de Guatemala. Tiene la categoría de ley ordinaria y contiene preceptos generales aplicables a todos los municipios, e inclusive contiene legislación referente a la creación de los municipios.             |
| 4   | Ley de Servicio Municipal                          | Decreto 1-87 del Congreso de la República de Guatemala. Regula las relaciones entra la municipalidad y los servidores públicos en materia laboral. Tiene su base constitucional en el artículo 262 de la constitución que ordena la emisión de la misma. |
| 5   | Ley General de Descentralización                   | Decreto 14-2002 del Congreso de la República de Guatemala. Regula el deber constitucional del Estado, y por ende del municipio, de promover y aplicar la descentralización y desconcentración económica y administrativa.                                |

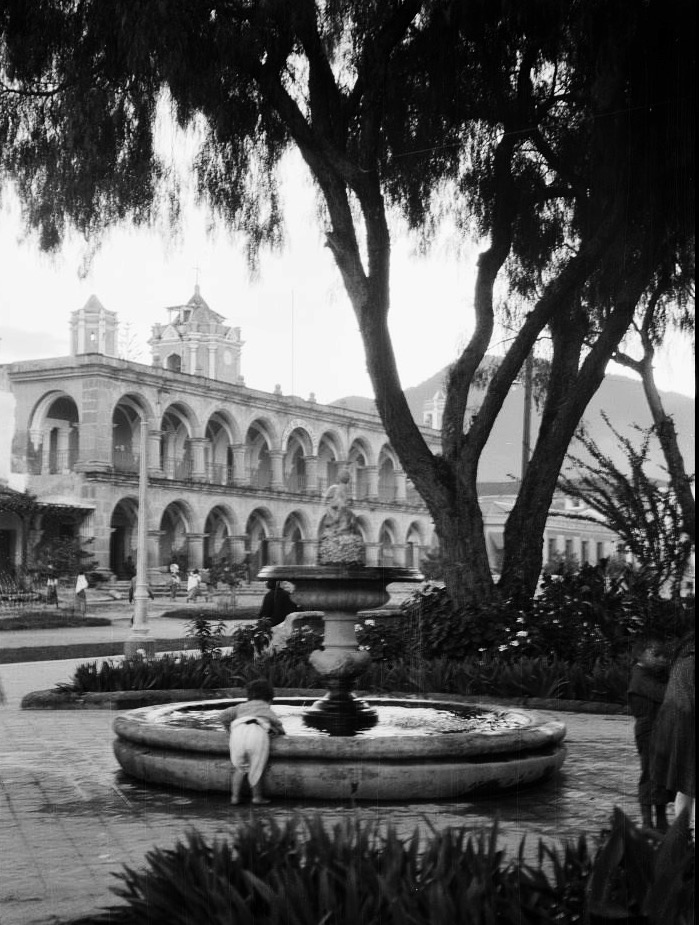
Ayuntamiento de Antigua Guatemala en la década de 1910. Fotografía de Juan José de Jesús Yas.

El gobierno de los municipios está a cargo de un Concejo Municipal mientras que el código municipal —ley ordinaria que contiene disposiciones que se aplican a todos los municipios— establece que «el concejo municipal es el órgano colegiado superior de deliberación y de decisión de los asuntos municipales […] y tiene su sede en la circunscripción de la cabecera municipal»; el artículo 33 del mencionado código establece que «[le] corresponde con exclusividad al concejo municipal el ejercicio del gobierno del municipio».
El concejo municipal se integra con el alcalde, los síndicos y concejales, electos directamente por sufragio universal y secreto para un período de cuatro años, pudiendo ser reelectos.
Existen también las Alcaldías Auxiliares, los Comités Comunitarios de Desarrollo (COCODE), el Comité Municipal del Desarrollo (COMUDE), las asociaciones culturales y las comisiones de trabajo. Los alcaldes auxiliares son elegidos por las comunidades de acuerdo a sus principios y tradiciones, y se reúnen con el alcalde municipal el primer domingo de cada mes, mientras que los Comités Comunitarios de Desarrollo y el Comité Municipal de Desarrollo organizan y facilitan la participación de las comunidades priorizando necesidades y problemas.
Los alcaldes que ha habido en el municipio han sido:
| Año       | Nombre                       | Obras |
| --------- | ---------------------------- | --- |
| 2008-2012 | Adolfo Vivar Marroquín       | Vivar Marroquín fue capturado en 2012 acusado de haber implementado una estructura ilegal para hacer contrataciones anómalas beneficiarse económicamente. |
| 2012-2016 | Edgar Francisco Ruiz Paredes | El 21 de enero de 2016 fue capturado el alcalde saliente de la ciudad, Edgar Francisco Ruiz Paredes, quien había entregado el cargo a su sucesora el 14 de enero. De acuerdo a las investigaciones del Ministerio Público —MP— y de la Comisión Internacional Contra la Impunidad en Guatemala —CICIG—, Ruiz Paredes habría formado parte de la estructura criminal que estableció su antecesor, Vivar Marroquín. También fueron capturados varios miembros del concejo municipal saliente, entre los que estaba Carlos Alejandro de León, vicepresidente del Colegio de Auditores y Contadores Públicos de Guatemala. |
| 2012-2016 | Susana Asencio               | Fue la primera mujer en ocupar la primera magistratura de la ciudad. Su gestión se vio afectada no solamente por la captura de muchos miembros de las dos administraciones anteriores, sino por la inamovilidad de los empleados municipales, los cuales estaban afiliados a dos fuertes sindicatos que no permitían su depuración rápida. |

En el siglo xxi las autoridades ediles deben enfrentar los siguientes problemas:
- Agua potable y drenajes: muchas de las aldeas del municipio de Antigua Guatemala no tienen servicio de agua potable ni drenajes, pues la mayoría de estos recursos se destina a la cabecera municipal, por su calidad de Patrimonio de la Humanidad.  Pero incluso en la ciudad de Antigua Guatemala hay grandes inundaciones durante la época lluviosa, las que se deben principalmente al río Pensativo, el que ha afectado a la ciudad desde la época colonial.[25]
- Contaminación auditiva: la proliferación de discotecas que son frecuentadas por turistas y vecinos de la Ciudad de Guatemala durante los fines de semana ha provocado contaminación auditiva excesiva, la cual no se ha podido contrarrestar en las últimas tres décadas.
- Contaminación de desechos sólidos: los turistas dejan la ciudad en estado deplorable cada fin de semana, principalmente con desechos sólidos en la calle y excreciones humanas en las aceras.
- Tránsito vehicular:  la ciudad no fue diseñada para vehículos automotores y no se da abasto para que circulen convenientemente los carros que visitan los fines de semana.

### Políticos distinguidos
Entre los políticos guatemaltecos que nacieron en Antigua Guatemala está el doctor Julio Domingo Bianchi Smout (1879-1958), quien fue un médico y cirujano que tuvo destacada participación en el «Partido Unionista» que derrocó al gobierno del licenciado Manuel Estrada Cabrera tras 22 años de gobierno, el 14 de abril de 1920, y en los movimientos populares que terminaron con la renuncia del presidente general Jorge Ubico Castañeda en junio de 1944.

## Patrimonio

### Monumentos coloniales
Antes de ser nombrada Monumento Nacional por el decreto Decreto 2772 de la República aprobado por el general Jorge Ubico el 30 de marzo de 1944, las ruinas provocadas por el terremoto de 1773 estuvieron prácticamente abandonadas. Las siguientes imágenes muestran el destrozo que provocó el abandono, y la destrucción adicional provocada por los terremotos de 1874, de 1917-18 y el 1976.

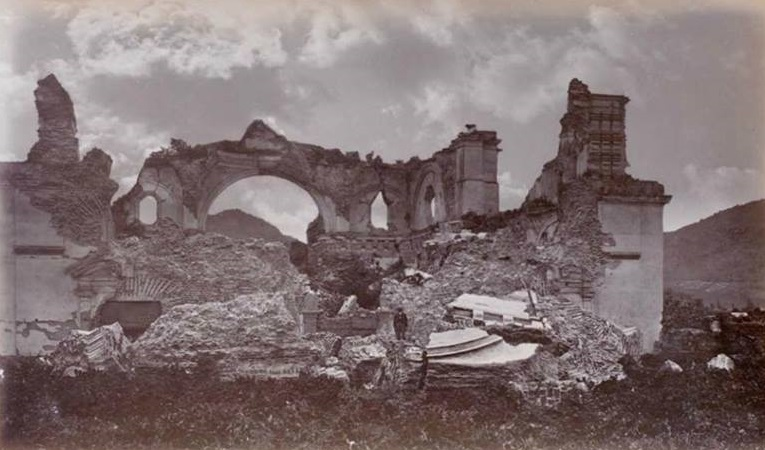
La Recolección 1875
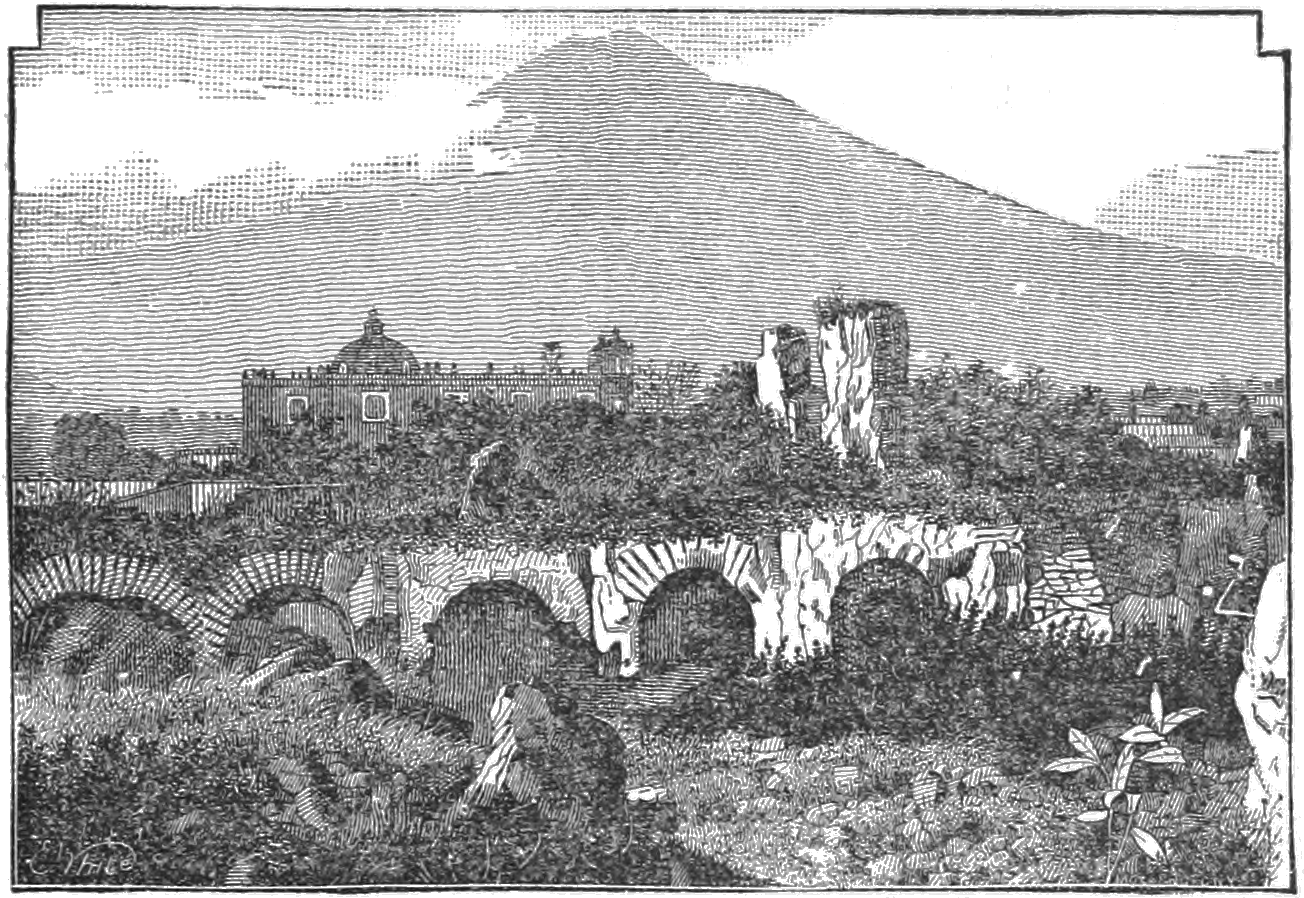
Convento de La Merced 1884
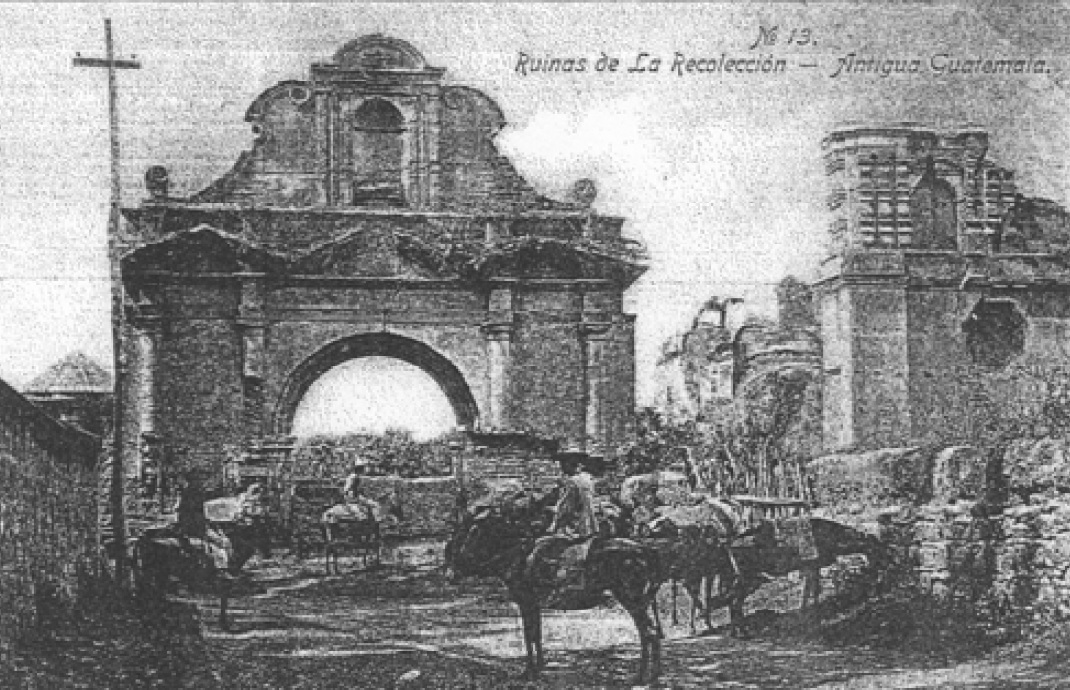
La Recolección 1900
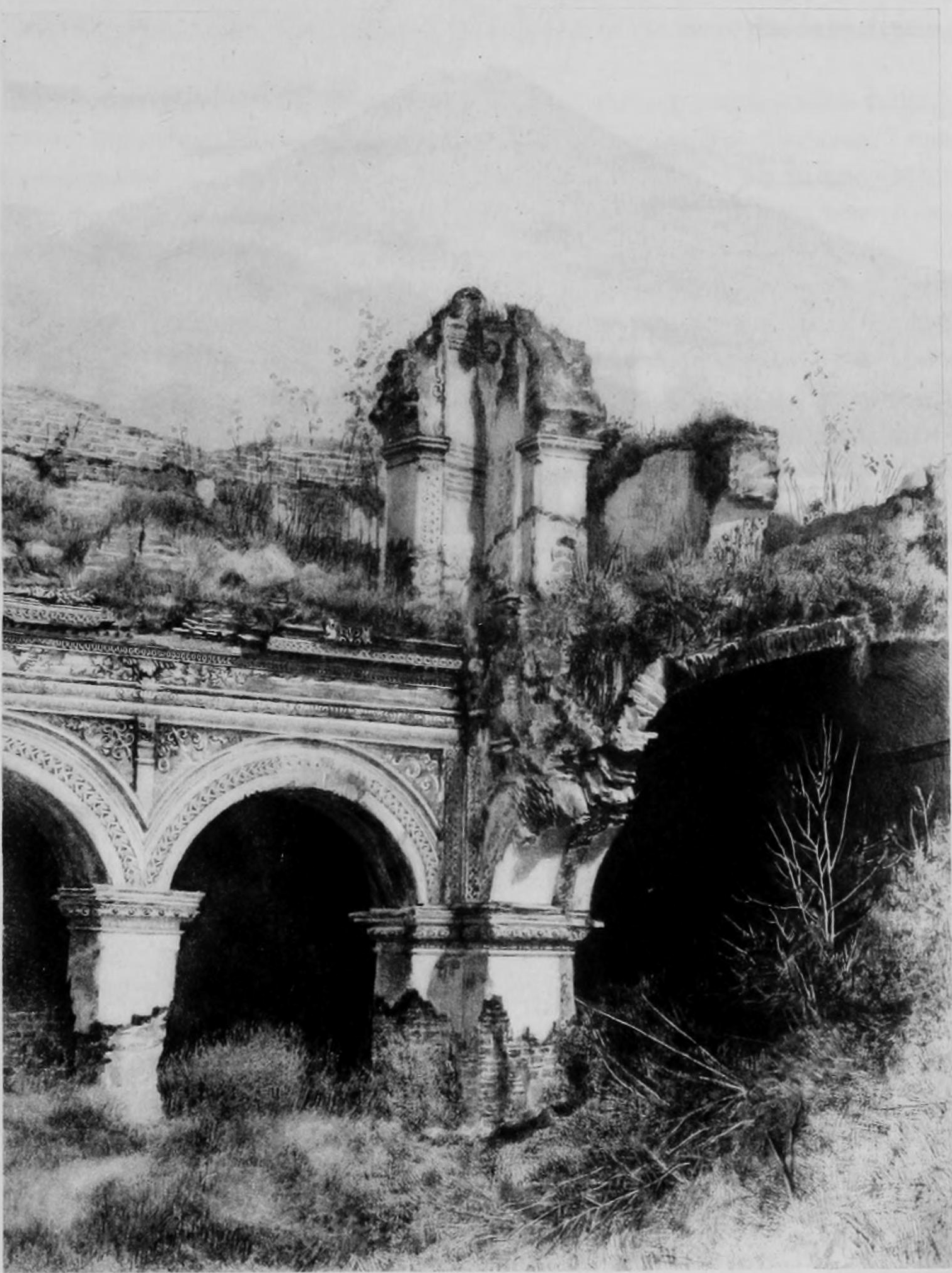
Compañía de Jesús 1898

En el caso de otras ruinas, como Nuestra Señora del Carmen y las de la Compañía de Jesús, éstas habían soportado los terremotos de 1773, pero el abandono y los terremotos posteriores las arruinaron por completo. En el caso particular de la Iglesia de San Francisco, ésta soportó bien los terremotos de 1773 y de 1917 y fue reconstruida en 1967 cuando los franciscanos retornaron a Guatemala, lo que la protegió de los efectos del terremoto de 1976. En cuanto a la iglesia de La Merced, ésta era prácticamente nueva en 1773, y ha soportado todos los sismos desde entonces; la iglesia no fue abandonada en 1776, pero sí en 1829 cuando los mercedarios fueron expulsados del territorio centroamericano por el general Francisco Morazán junto con el resto de las órdenes regulares y los miembros del partido conservador y del Clan Aycinena.

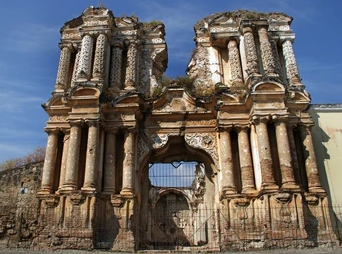
Iglesia Nuestra Señora del Carmen, Antigua Guatemala

| Nombre                                              | Imagen                    | Descripción |
| --------------------------------------------------- | ------------------------- | --- |
| Palacio de los Capitanes Generales                  |                           | Antigua residencia del capitán general del Reino de Guatemala durante la época colonial. Tras los terremotos de Santa Marta en 1773 fue abandonado y utilizado como bodega hasta que fue rehabilitado en 1936. Alberga las oficinas del Instituto Guatemalteco de Turismo, Gremial de Turismo de Antigua, Policía Nacional Civil y la Gobernación Departamental, entre otras. |
| Palacio del Ayuntamiento                            |                           | Alberga las oficinas de la Municipalidad de Antigua Guatemala. Se le atribuye su planeamiento y construcción a Luis Diez de Navarro, Juan de Dios Aristondo, y especialmente el mayor mérito a Diego de Porres que era el Arquitecto Mayor de la Ciudad. Está ubicado sobre la 4.ª Calle, frente al Parque Central, a un costado de la Catedral. La fachada es de doble arquería con columnas toscanas de piedra maciza y el muro oriental está revestido de piedra tallada. |
| Catedral de Santiago Parroquia de San José          |                           | La primera edificación fue iniciada el año de 1545 con los escombros traídos del destruido asentamiento en el valle de Almolonga. Su construcción fue entorpecida por los frecuentes sismos. Un segundo santuario sería inaugurado en 1680. El rango de catedral lo obtuvo en 1743. La primera catedral albergó los restos del conquistador Pedro de Alvarado que habían sido trasladados a petición de su hija en 1568, pero desaparecieron a raíz de su demolición. |
| Iglesia de las Capuchinas                           |                           | Originalmente «Convento e Iglesia de Nuestra Señora del Pilar de Zaragoza», fue aprobada por Felipe V en 1725 justo a la llegada de la Orden de Clarisas Capuchinas a la población. La obra fue iniciada en 1731 y consagrada el año de 1736. La rutina diaria de las profesas estaba regida por una estricta reglamentación que incluía las reglas máximas de pobreza, penitencia y ayuno; asimismo, debían subsistir de las limosnas proveídas por los fieles. Tras los terremotos de Santa Marta, y aunque el convento no fue del todo afectado, sus bienes fueron trasladados a la nueva Guatemala de la Asunción. |
| Iglesia y convento de La Recolección                |                           | En 1685 dos misioneros de los monjes recoletos llegaron a la ciudad de Santiago de los Caballeros, y cuando algunos monjes de la orden llegaron en los años siguientes, le pidieron permiso al Ayuntamiento —autoridades locales elegidas por los criollos guatemaltecos— para construir un monasterio; pero en 1695, el Ayuntamiento les hizo saber que no había suficientes frailes para justificar la construcción y que además ya había suficientes monasterios en la ciudad. Ante esta negativa, los frailes se dirigieron a la Audiencia —autoridades enviadas por el Rey de España— la cual si autorizó la construcción en 1700, por un decreto real. En 1701 se inició la construcción de los edificios, y seis años después se colocó la primera piedra de la iglesia. En 1708 se completaron el convento, la biblioteca y la enfermería. La iglesia fue inaugurada el 23 de mayo de 1717. |
| Iglesia de San Francisco                            |                           | El primer santuario edificado en el mismo sitio a mediados del siglo xvi sufrió deterioros en el año de 1565 a causa de un fuerte sismo. La nueva construcción siguió siendo afectada por desastres naturales, especialmente terremotos. La iglesia fue reconstruida entre 1961 y 1967 cuando los franciscaron recuperaron la propiedad, y ha estado abierta al culto católico desde entonces. La fachada de la iglesia se encuentra adornada por columnas salomónicas y por dos torres de campanarios. Adyacente a la iglesia, se encuentran las ruinas del antiguo convento franciscano. El templo tiene una capilla especial que alberga los restos del santo Hermano Pedro de San José de Betancur, misionero de origen canario. |
| Iglesia y convento de la Merced                     |                           | El arquitecto Juan de Dios Estrada estuvo a cargo de su construcción desde 1749 y el templo fue inaugurado en 1767; de estilo ultrabarroco guatemalteco, cuenta con dos torres-campanarios. |
| Iglesia, Convento y Colegio de la Compañía de Jesús |                           | Creado a través de Real Cédula del 9 de agosto de 1561, donada en parte por el cronista Bernal Díaz del Castillo, comprendía tres claustros y un templo, y llegaron a vivir hasta doce jesuitas. Funcionó como Colegio de San Lucas de la Compañía de Jesús desde 1608 hasta la expulsión de la orden en 1767: «El Colegio adquirió gran fama y no tenía rival en cuanto a la enseñanza de primeras letras y gramática. A él acudía lo más florido de la sociedad de Santiago, tales como Francisco Antonio Fuentes y Guzmán, el cronista Francisco Vázquez, Pedro de Betancourt y Rafael Landívar». |
| Convento de Santo Domingo                           |                           | Originalmente uno de los más importantes y grandes de la ciudad, el Convento de Santo Domingo fue destruido en 1773 y abando por el traslado de los dominicos a su nuevo solar en la Ciudad de Guatemala. Las ruinas fueron vendidas a particulares y convertidas en el Hotel Casa Santo Domingo en 1989. En 2013 se realizó en sus instalaciones la 43.ª Asamblea General de la Organización de Estados Americanos. |
| Iglesia Escuela de Cristo                           | Iglesia Escuela de Cristo | El templo fue fundado originalmente en la parroquia de la Vera Cruz en 1664 y desde 1689 era conocida como la Congregación de San Felipe de Neri. Debido a los terremotos de San Miguel de 1717 la construcción resultó dañada, siendo finalizada su reconstrucción en 1730 bajo la dirección del arquitecto Mayor Diego de Porres. En 1784, la Escuela de Cristo se trasladó a Nuestra Señora de los Remedios, cuando los padres de esta iglesia se trasladaron a la Nueva Guatemala de la Asunción. La fachada ostenta una arquitectura renacentista y es fabricada de piedra, como la iglesia de las Capuchinas, característica que las diferencia de los demás templos de la localidad. Por otro lado, en este lugar fueron velados los restos de Pedro de San José de Betancur. |
| Nuestra Señora del Carmen                           |                           | La estructura sobrevivió los terremotos de 1773, pero luego fue destruida casi en su totalidad por los terremotos de 1917-18 y el de 1976. A pesar de todo, su fachada sobrevivió los sismos, se encuentra en muy buen estado, y ha sido admirada desde entonces como un ejemplo del barroco sísmico guatemalteco. |
| Hospital e Iglesia de San Pedro Apóstol             |                           | Los religiosos de San Juan de Dios fundaron su convento en 1636 y a partir de entonces estuvieron a cargo de los hospitales en la Capitanía General de Guatemala. El hospital de San Pedro era el que atendía exclusivamente a los eclesiásticos. El templo se comenzó a erigir en conjunto que el hospital, hacia 1654-1663. En 1646, el obispo Bartolomé González Soltero compró el terreno para la construcción del hospital, que estuvo en funcionamiento parcialmente a partir de 1648. |
| Convento de la Concepción                           |                           | Recientemente restaurado para mostrar el claustro de las novicias y que ha sido erróneamente identificado como el palacete de sor Juana de Maldonado. El claustro data de siglo xviii y la célebre monja concepcionista guatemalteca vivió en el siglo xvii. |
| Ermita de la Santa Cruz                             |                           | La historia la marca como la ermita más antigua (la ermita de Santa Lucía fue construida en 1542, pero su importancia hizo dejar a la ermita de la Santa Cruz como la más antigua). Los religiosos Dominicos solicitaron su construcción en el barrio de Santa Cruz en 1664. La ermita surgió cumpliendo un cometido catequizador, ya que cuenta con fachada retablo con diseños en estuco. |
| Iglesia de San José El Viejo                        |                           | Construido en la década de 1740, la iglesia es uno de los últimos monumentos religiosos construidos en la ciudad antes del devastador terremoto de 1773. Este pequeño templo es un bello ejemplo de la arquitectura barroca antigüeña, con una profunda decoración en la fachada, columnas almohadilladas y otros detalles que le dan un aire majestuoso a la obra. |
| Ermita de Santa Isabel de Hungría                   |                           | El templo, dedicado bajo la advocación de Santa Isabel de Hungría, fue puesto al servicio del culto religioso en el siglo XVII. No existe información acerca de la fecha exacta de construcción o reconstrucción de la Ermita que ha sobrevivido hasta el siglo XXI, aunque algunos historiadores del arte de Antigua Guatemala la sitúan alrededor del segundo cuarto del siglo XVIII. |
| Ermita del Santo Calvario                           |                           | La Ermita del Santo Calvario fue fundada el 19 de noviembre de 1618, cuando el alcalde de la ciudad de Santiago de los Caballeros de Guatemala, Juan Luis de Pereira recorrió las estaciones del Via Crucis que los Hermanos Terceros de la orden franciscana guardaban desde su templo en la ciudad, y les donó el terreno que se ubica en donde está la estación XII. |
| Arco de Santa Catalina                              |                           | El Arco de Santa Catalina es uno de los lugares más reconocidos de la ciudad de Antigua Guatemala. Es visitado anualmente por miles de turistas que acuden a la ciudad que ha sido declarada Patrimonio de la Humanidad por la UNESCO. Pertenecía a las monjas reclusas del convento de Santa Catalina Virgen y Mártir. |
| Ermita de Nuestra Señora de los Dolores del Cerro   |                           | Estaba destinada para la comunidad indígena Kaqchikel (etnia) que vivía al noreste de la ciudad de Santiago de los Caballeros de Guatemala. La ermita fue construida de manera primitiva y con materiales sencillos que sirvió para albergar la imagen de la Virgen de Nuestra Señora de los Dolores, fue construida hacia 1710 previo a los Terremoto de Guatemala de 1717 (Terremoto de San Miguel). |
| Iglesia de Candelaria (Antigua Guatemala)           |                           | La iglesia de Nuestra Señora de Candelaria fue construida como iglesia parroquial para la población indígena entre 1548 y 1550. Fue reconstruida después del terremoto de 1717. La hermosa fachada barroca con diseños florales en estuco y detalles de inspiración mudéjar se construyó entre 1718 y 1722. La iglesia fue destruida en gran parte en el devastador terremoto de 1773. |
| Ruinas de la Ermita de la Santa Cruz del Milagro    |                           | Se ubica a las orillas del río Pensativo y cercana al convento de Concepción. El nombre y la construcción de esta ermita se encuentran bajo la leyenda que el 12 de mayo de 1683 una cruz ubicada en sus calles del lugar comenzó a temblar prodigiosamente. Se reconstruyó varias veces tal es el caso del 30 de noviembre de 1731, así como otras anteriores en 1728 y 1703, pero fue destruida por el terremoto de 1773. |
| Iglesia de San Sebastián                            |                           | Ubicada en la ciudad de Antigua Guatemala, formó parte de la arquidiócesis de Guatemala y junto con las parroquias de Candelaria y de Los Remedios, fue una de las tres que rigieron sobre la antigua ciudad de Santiago de los Caballeros de Guatemala. La estructura fue dañada por los Terremotos de Santa Marta pero se conservó relativamente en buen estado y funcionó como parroquia provisional tras el traslado de la parroquia original a la Nueva Guatemala de la Asunción en 1776. |
| Fuente de las Sirenas                               |                           | La Fuente de las Sirenas es uno de los principales monumentos de atracción de la ciudad, al estar en el centro de la Plaza Mayor, también se puede apreciar otros monumentos como la Catedral de San José, el Palacio de los Capitanes Generales o el Ayuntamiento de la Antigua Guatemala. Esta fuente se considera la más antigua de Antigua Guatemala, fue diseñada y construida en 1737 por Diego de Porres, como dato curioso, el fue el padre de Felipe José de Porres, quien diseñó la Basílica de Esquipulas, ambos arquitectos destacados de su época. |
| Otros lugares de interés                            |                           | - Casa de Landívar - Antigua Universidad de San Carlos de Borromeo - Colegio Tridentino - Palacio de Doña Leonor (Casa Original de Doña Leonor de Alvarado) - Iglesia de San Juan del Obispo - Palacio arzobispal de San Juan del Obispo - Convento de Santa Teresa de Jesús - Ermita de San Jerónimo - Tanque de la Unión - Iglesia de San Agustín - Ruinas de Nuestra Señora de los Remedios - Ermita de Nuestra Señora de los Dolores del Manchén - Convento e Iglesia de Nuestra Señora de Belén - Convento e Iglesia de Santa Clara - Hospital Real de Santiago - Ruinas de Santa Rosa de Lima - Ermita de Nuestra Señora de los Dolores del Cerro - Ermita del Espíritu Santo - Casa de los Leones - Casa de las Sirenas (Casa Chamorro) - Palacio Arzobispal de Santiago - Iglesia de San Lázaro - Ermita de San Gaspar Vivar - Iglesia de Santa Ana - Iglesia de San Pedro Las Huertas - Iglesia de San Cristóbal El Bajo - Iglesia de San Bartolomé Becerra - Ermita de Santa Inés Del Monte Pulciano |

### Ruta del Hermano Pedro

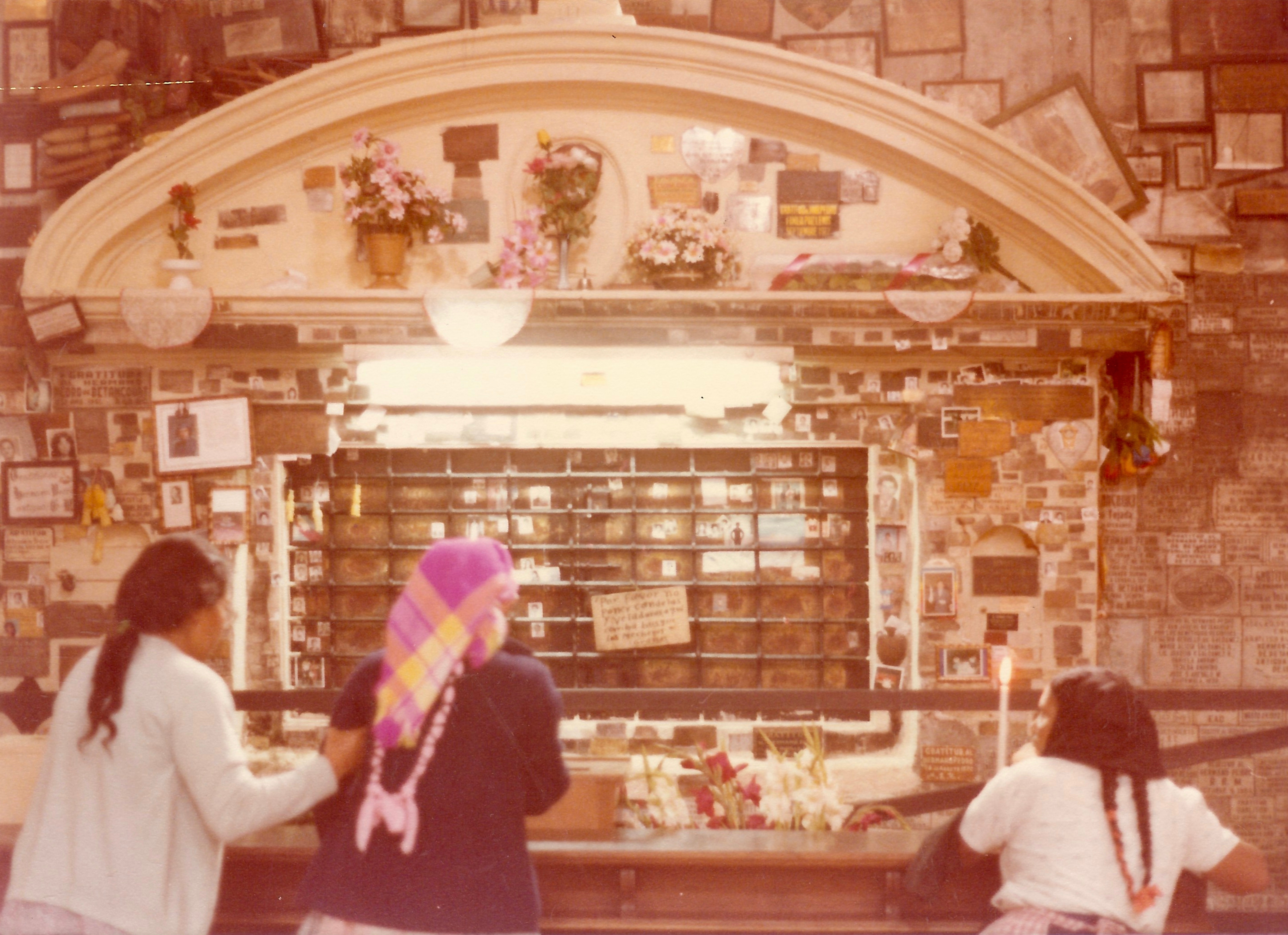
Antigua tumba del Hermano Pedro, antes de ser trasladada a la capilla de la Vera cruz del templo de San Francisco en 1990.

Ruta turística conmemorativa de la canonización del Santo Hermano Pedro de San José de Betancourt, que permite realizar un recorrido de los monumentos de Antigua Guatemala a través de la vida y obra del Hermano Pedro.
La «Ruta del Peregrino» incluye visitas a los telares de Pedro Armengol, al monumento al Hermano Pedro y el Arco del Matasanos, Hospital Real de Santiago, Templo de la Nuestra Señora de las Mercedes y al monumento y convento de la Compañía de Jesús.
| «Recorrer los lugares en los que anduvo el Santo Hermano Pedro y conocer su legado como las obras sociales, es parte del aprendizaje de la peregrinación. La Ruta del Peregrino permite que uno experimente una forma diferente de conocer la Antigua Guatemala» —Prensa Libre. |

## Organización territorial y urbanismo

### Distritos y barrios
| Barrio               | Grupo étnico           | Barrio                          | Grupo étnico            |
| -------------------- | ---------------------- | ------------------------------- | ----------------------- |
| El Sagrario Catedral | Españoles y criollos   | Chipilapa                       | Mulatos y negros libres |
| Santa Cruz           | K'ich'es               | Nuestra Señora de los Remedios  | Mestizos -o ladinos-    |
| San Francisco        | Kaqchikeles            | El Tortuguero                   | Mestizos                |
| Espíritu Santo       | Mestizos               | Santiago                        | Kaqchikeles y mestizos  |
| San Antón            | Kaqchikeles y mestizos | San Gerónimo                    | Mulatos y negros libres |
| San Sebastián        | Españoles y mestizos   | Nuestra Señora de La Candelaria | Kaqchikeles             |

### Estructura urbana
La ciudad está dispuesta en forma de tablero de ajedrez, basada en la tendencia del Renacimiento Italiano predominante en los siglos en la que fue construida.

## Cultura

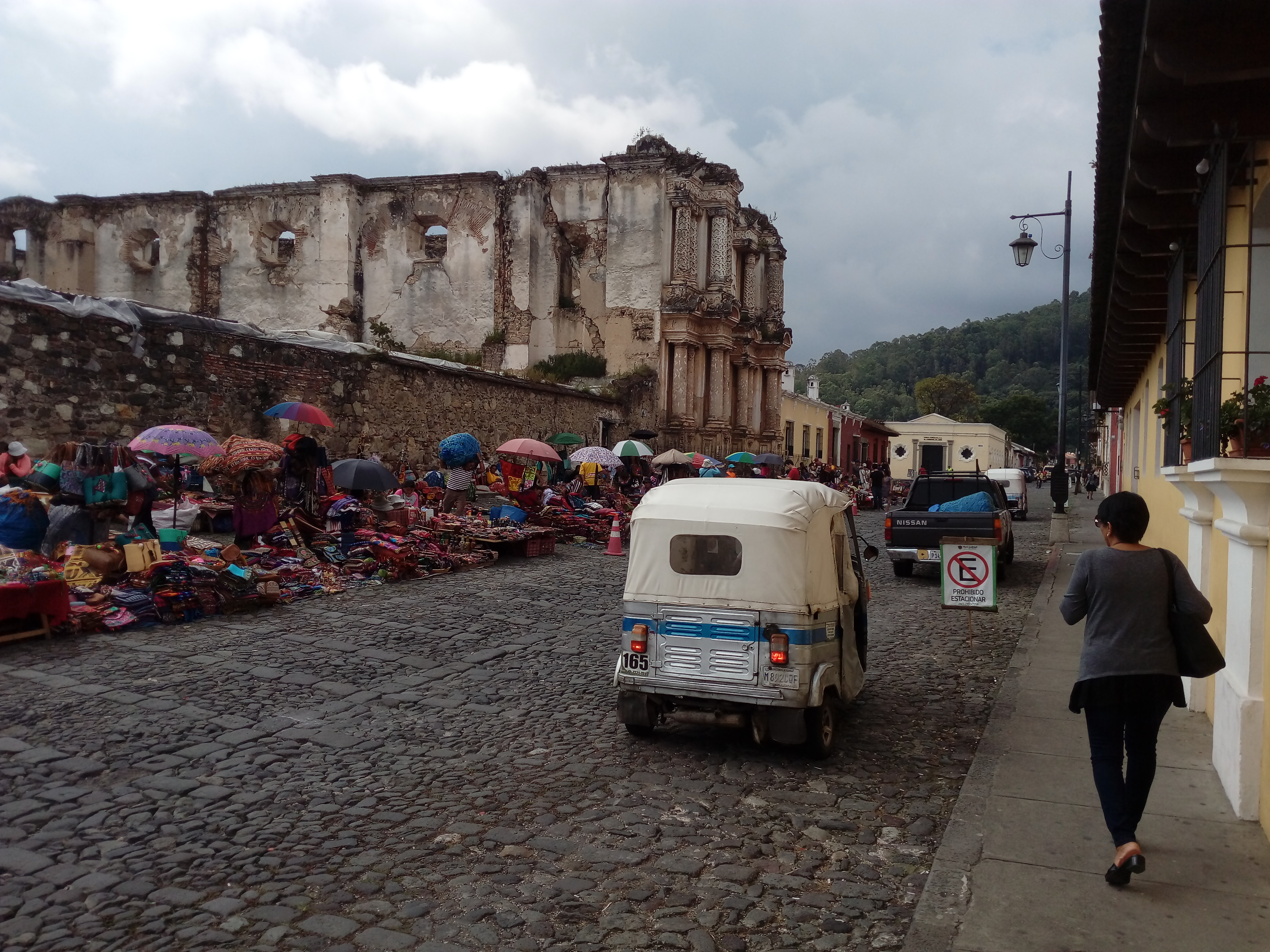
Foto de las ruinas de la iglesia de Nuestra Señora del Carmen y Mercado de Artesanías El Carmen ubicado a un costado de las ruinas de la iglesia, Antigua Guatemala.

### Sitios culturales de interés
- Parque Central de Antigua
- Centro Cultural La Azotea
- Museo de Armas Antiguas
- Museos de Hotel Casa Santo Domingo
- Museo del Libro Antiguo
- Museo del Jade
- Museo del Traje Indígena
- Museo de la Universidad de San Carlos de Guatemala

### Poetas y escritores
Los principales poetas y escritores originarios de Antigua Guatemala son:
- Juana de Maldonado y Paz (1598-1666): Nació con el nombre de Juana de Maldonado y Paz. Hizo los votos de monja en 1619 y vivió hasta su muerte en 1666 en el convento de la Concepción. Sor Juana de la Concepción tuvo una gran reputación en su época como música, poetisa y polemista brillante. Se la compara a veces con la poetisa mexicana Juana Inés de la Cruz.
- Francisco Antonio de Fuentes y Guzmán (1643-1700): Fue un historiador y poeta descendiente de españoles de la Capitanía General de Guatemala. La única obra que se conserva de él es la Recordación Florida.
- Máximo Soto Hall (1871-1944): escritor, periodista y diplomático graduado en el Instituto Nacional Central para Varones en Guatemala. Proveniente de familias con gran influencia económica y política en Guatemala y en Honduras, fue uno de los escritores de más renombre en Guatemala a finales del siglo xix y uno de los personajes políticos y diplomáticos más influyentes durante el gobierno de licenciado Manuel Estrada Cabrera.[120]
- Rafael Landívar (1731-1793): poeta y religioso.
- Adrián Recinos (1886-1962): fue un político, historiador, ensayista, diplomático y traductor guatemalteco. Fue un gran estudioso de la historia nacional, principalmente de la civilización maya y de los antiguos manuscritos maya Quichés y Cakchiqueles. Fue docente, diputado y embajador de Guatemala en varios países y candidato a la Presidencia de la República en las elecciones de 1944.[121]
- César Brañas (1899-1976): periodista, ensayista, crítico literario y poeta. Como periodista, colaboró durante años en el periódico El Imparcial del que fue fundador, estaba a cargo de la sección cultura y escribía una columna para compartir sus pareceres sobre cuestiones literarias y artísticas.[122] Fue declarado hijo predilecto de la Antigua Guatemala en 1947.
- Luis Cardoza y Aragón (1902-1992), poeta, ensayista y diplomático.

### Artistas
Los artistas antigüeños más reconocidos son:
- Joseph de Porres (1635-703), arquitecto
- Diego de Porres (1677-1741), arquitecto
- Mateo de Zúñiga (c. 1615 – 1687), maestro escultor
- Alonso de la Paz y Toledo (c. 1630 - c. 1699), maestro escultor
- Manuel José de Quirós (1690?-1765), maestro compositor.
- Tomás de Merlo (1694-1739), maestro pintor.
- Rafael Antonio Castellanos (1725?-1791), maestro compositor.
- Héctor Sitán (1963-actualidad), maestro pintor.

### En el cine

#### Las nuevas aventuras de Tarzán(1935)
En 1935, se filmó en Guatemala la película independiente estadounidense Las nuevas aventuras de Tarzán, parte de la cual se rodó en Puerto Barrios, aprovechando las facilidades otorgadas por los ferrocarriles y naviera de la United Fruit Company y por el gobierno del general Jorge Ubico Castañeda. Los lugares en donde se filmó fueron:
- Chichicastenango: escenas de la aldea indígena en donde los exploradores se reúnen antes de salir hacia Río Dulce.  Se aprecia la iglesia y el puente de Gucumatz.[123]
- Antigua Guatemala: templo de la Diosa Verde en las ruinas de la iglesia de San Francisco.
- Livingston: partida hacia la jungla en Petén
- Puerto Barrios: arribo de los exploradores y partida hacia Europa
- selva petenera: escenas de jungla
- Quiriguá: ciudad en ruinas en donde explican a los exploradores los orígenes de la cultura Maya.
- Ciudad de Guatemala: el entonces lujoso hotel Palace fue el escenario de las escenas del hotel del imaginario poblado de At Mantique.[123]

#### La frontera(1982)
Las escenas iniciales de la película de Jack Nicholson La frontera fueron filmadas en Antigua Guatemala, específicamente en las ruinas de La Recolección.

#### El Silencio de Neto(1994)
El Silencio de Neto es una película guatemalteca filmada en Antigua Guatemala —que representa a la Ciudad de Guatemala de la década de 1950— dirigida por Luis Argueta y protagonizada por Oscar Javier Almengor, Herbert Meneses, Julio Díaz e Ingrid Hernández, entre otros.  La película transcurre durante los últimos días del gobierno del coronel Jacobo Árbenz Guzmán y muestra como Neto Yepes, un niño de doce años que padece de asma y es sobreprotegido por su familia, vivió esos días de la historia de Guatemala.  Fue la primera película enviada oficialmente por Guatemala a los Premios Óscar para ser considerada en la categoría de Mejor Película Extranjera.

## Patrimonio cultural inmaterial

### Celebración de Semana Santa

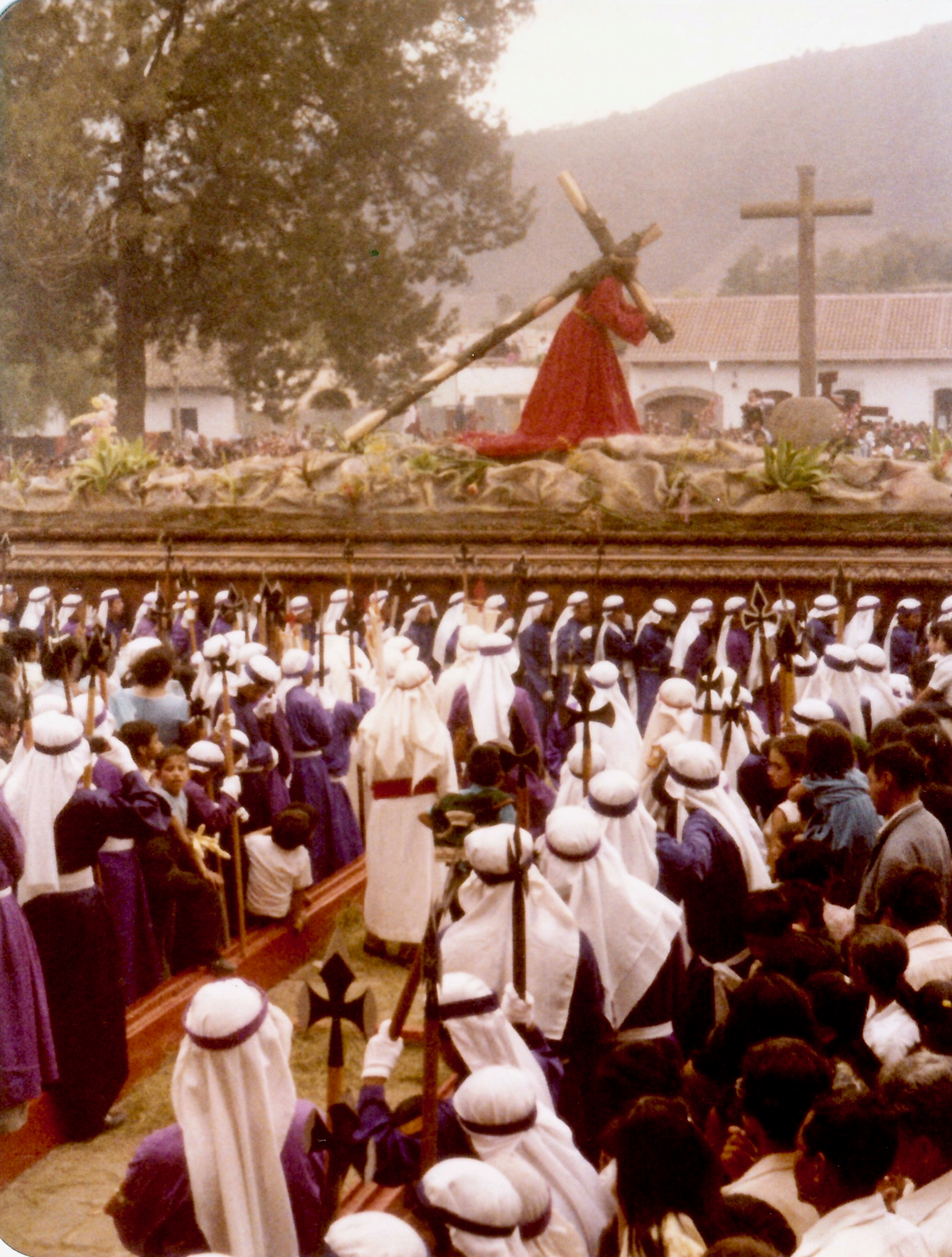
Procesión de Jesús de la Merced en 2004.

La Semana Santa en Antigua Guatemala es la conmemoración de la pasión y muerte de Cristo a través de las procesiones que realizan las hermandades de las parroquias de la ciudad durante el periodo comprendido entre el Sábado de Ramos y el Domingo de Resurrección. A lo largo de esos días, las procesiones realizan su recorrido por las calles de Antigua Guatemala, y se han convertido en uno de los atractivos turísticos más importantes de Guatemala.
Los desfiles procesionales de la Semana Santa, transforman la ciudad durante ese periodo y son el resultado de la evolución durante siglos de las formas, modos y maneras de las hermandades, las cuales cuentan entre sus miembros a personas de todas las clases sociales. En la evolución de estas corporaciones han influido múltiples factores, tanto religiosos como artísticos, sociales e históricos.
Las procesiones en Guatemala son caracterizadas por las alfombras de aserrín colorido que adornan las calles en donde son llevadas en hombros por períodos de hasta dieciocho horas de duración. Los desfiles van acompañados durante todo el recorrido por orquestas musicales que interpretan marchas fúnebres o festivas compuestas por artistas nacionales en su mayoría.  El período de grandes procesiones comienza el Primer Jueves de Cuaresma y continúa con procesiones tan representativas como la de San Bartolomé Becerra el quinto viernes de Cuaresma. Desde esa fecha hasta el Viernes Santo las procesiones se ejecutan durante toda la Cuaresma y en especial durante la Semana Santa.

## Deporte

### Entidades deportivas

#### Club Antigua GFC
El 20 de diciembre de 2015, el club Antigua GFC de la Liga Nacional de Fútbol de Guatemala se proclamó por primera vez campeón del fútbol guatemalteco tras ganarle el partido de vuelta al equipo de Guastatoya. El equipo era dirigido por el argentino Mauricio Tapia y había vuelto a la Liga en 2014 tras comprar la ficha de Heredia, que por asuntos económicos ya no pudo continuar.
Pero el 26 de enero de 2016 se supo que al menos siete jugadores del equipo campeón habrían arrojado un resultado positivo tras las pruebas de dopaje a las que fueron sometidos en la fase final del torneo. El Comité de Normalización de la Federación Nacional de Fútbol de Guatemala —entidad que en ese momento estaba inmersa en una profunda crisis tras descubrirse que sus máximos dirigentes estaban involucrados en el caso de corrupción de la FIFA— afirmó haber recibido el reporte de los jugadores dieron resultado analítico adverso. El 28 de enero la Federación Nacional de Fútbol de Guatemala confirmó que las muestras de los jugadores Víctor Ayala, David Aroche, Alexander Robinson y Alejandro Díaz de Antigua GFC arrojaron resultado analíticos adversos en altas cantidades, por lo que los cuatro jugadores quedaron  suspendidos provisionalmente mientras el equipo pidió que se realizara la prueba B.

### Deportistas
Entre los deportistas antigüeños más reconocidos están:
- José Rafael Cochita Godoy (1942-2005), jugador y entrenador de fútbol.
- Rafael Morales, jugador de fútbol.

## Hermanamientos
La ciudad de Antigua Guatemala está hermanada con 23 ciudades las cuales son:
| Ciudad                  | Jurisdicción                        | País           | Año    |
| ----------------------- | ----------------------------------- | -------------- | ------ |
| Valparaíso              | Provincia de Valparaíso             | Chile          | 2010   |
| Quito                   | Provincia de Pichincha              | Ecuador        | N/A    |
| Sevilla                 | Provincia de Sevilla                | España         | N/A    |
| Gáldar                  | Provincia de Las Palmas             | España         | 2007   |
| Montoro                 | Provincia de Córdoba                | España         | N/A    |
| Vilaflor de Chasna      | Provincia de Santa Cruz de Tenerife | España         | 2023   |
| Coral Gables            | Florida                             | Estados Unidos | N/A    |
| Glendale                | California                          | Estados Unidos | N/A    |
| Oaxaca de Juárez        | Oaxaca                              | México         | (1988) |
| Guadalupe               | Zacatecas                           | México         | 1994   |
| San Luis Potosí         | San Luis Potosí                     | México         | 1994   |
| Zapopan                 | Jalisco                             | México         | 2000   |
| Cancún                  | Quintana Roo                        | México         | (2002) |
| Metepec                 | Estado de México                    | México         | (2003) |
| Puebla de Zaragoza      | Puebla                              | México         | (2007) |
| Taxco                   | Guerrero                            | México         | 2011   |
| Tlaquepaque             | Jalisco                             | México         | 2011   |
| Tuxtla Gutiérrez        | Chiapas                             | México         | N/A    |
| Uruapan                 | Michoacán                           | México         | N/A    |
| Zacatecas               | Zacatecas                           | México         | N/A    |
| San Felipe del Progreso | Estado de México                    | México         | 2020   |
| Granada                 | Departamento de Granada             | Nicaragua      | N/A    |
| Estelí                  | Departamento de Estelí              | Nicaragua      | N/A    |
| Modi'ín                 | Distrito Central                    | Israel         | 2021   |

### Otras denominaciones
- Desde su fundación fue nombrada «Santiago de los Caballeros de Guatemala». El rey Carlos I de España y V del Sacro Imperio Romano Germánico le otorgó el escudo de armas a la ciudad de Santiago de Guatemala, conferido en la Villa de Medina del Campo el 28 de julio de 1532.[140] El rey Felipe II de España le confirió el título de «Muy Noble y Muy Leal Ciudad de Santiago de los Caballeros de Goathemala» (siendo Goathemala su anterior escritura), por Real Cédula firmada en El Escorial el 10 de marzo de 1566.[141]
- La Asamblea Nacional Constituyente el 17 de febrero de 1838, le otorgó el título de «Ciudad Benemérita», por haber sido esta ciudad la gestora de la insurrección de aquella época.
- Por Decreto Legislativo 2772 del Congreso de la República de Guatemala del 30 de marzo de 1944, fue declarada «Monumento Nacional».
- El Congreso de la República la proclama por un día, Ciudad Emérita, de interés público y de conveniencia nacional su preservación como Joya del Tesoro Centroamericano.
- La VIII Asamblea del Instituto Panamericano de Geografía e Historia, el 7 de julio de 1965, la declaró «Monumento de América».
- La UNESCO en 1979, en Luxor, Egipto, declaró a la ciudad de Antigua Guatemala como «Patrimonio de la Humanidad» incluyéndola en la lista de la Convención del Patrimonio Cultural Mundial, con el número 65. En 1773, la ciudad llegó a tener una población de setenta mil habitantes y, juntamente con (Nueva España) México y Lima (Perú) era una de las ciudades más importantes del Nuevo Mundo.[142]

## Otras cabeceras departamentales
| Departamento   | Cabecera       | Departamento | Cabecera              | Departamento  | Cabecera            | Departamento  | Cabecera                               |
| -------------- | -------------- | ------------ | --------------------- | ------------- | ------------------- | ------------- | -------------------------------------- |
| Alta Verapaz   | Cobán          | Baja Verapaz | Salamá                | Chimaltenango | Chimaltenango       | Chiquimula    | Chiquimula                             |
| El Progreso    | Guastatoya     | Escuintla    | Escuintla             | Guatemala     | Ciudad de Guatemala | Huehuetenango | Huehuetenango                          |
| Izabal         | Puerto Barrios | Jalapa       | Jalapa                | Jutiapa       | Jutiapa             | Petén         | Isla de Flores, Santa Elena de la Cruz |
| Quetzaltenango | Quetzaltenango | Quiché       | Santa Cruz del Quiché | Retalhuleu    | Retalhuleu          | Sacatepéquez  | Antigua Guatemala                      |
| San Marcos     | San Marcos     | Santa Rosa   | Cuilapa               | Sololá        | Sololá              | Suchitepéquez | Mazatenango                            |
| Totonicapán    | Totonicapán    | Zacapa       | Zacapa                |               |                     |               |                                        |